# 日本の記念貨幣
本項では、日本の記念貨幣について解説する。

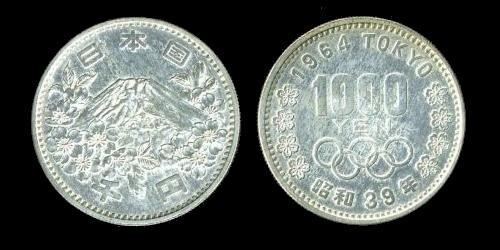
東京オリンピック記念1000円銀貨幣、表（左）と裏

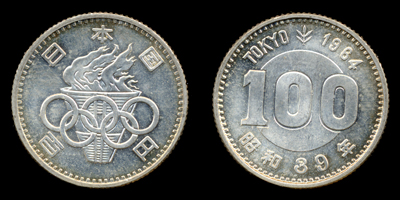
東京オリンピック記念100円銀貨幣、表（左）と裏

日本の記念貨幣は1988年（昭和63年）3月までは補助貨幣（臨時補助貨幣）たる硬貨として発行され、それ以降は通貨の単位及び貨幣の発行等に関する法律に基づき「貨幣」として発行されているが、補助貨幣時代はもとより現在も本位貨幣ではない。その発行は閣議によって決定される。ただし、以前は特別法を制定して発行したこともある。通常発行の貨幣と同じく日本国政府（財務省）が発行権限を有しており、造幣局に製造を行わせている。

## 歴史
日本での記念貨幣は、1964年（昭和39年）の東京オリンピック記念1000円と100円の銀貨幣が発行されたのが初めてである。2008年（平成20年）6月までに52種、2025年（令和7年）6月末時点では234種が発行されている。
下表では鋳造元（造幣局）のウェブサイト等での表記に倣い名称を記載するが、刻印上の表記とは文字が異なる場合がある（例：年号・年数について刻印では漢数字を用いる、「周年」でなく単に「年」とする、など）。なお1000円銀貨の発行に際しては後述のように特別法を国会で成立させた。
日本の記念貨幣の最高額面は10万円だが、これが額面と原価の差が大きかったために、大量に偽造されて大問題になった。その後、天皇陛下御即位記念10万円金貨や皇太子殿下御成婚5万円金貨が発行されたが、額面あたりの金の重量を増やしたほかシリアルナンバーが振られたケースに収納して販売された。長野オリンピック記念金貨以降は額面1万円が最高額となったが、全ての金貨および銀貨が額面以上の価格で販売されるプレミアム型記念貨幣となった。
2022年（令和4年）現在、日本の記念貨幣で法令に基づく特別な措置によって通用停止になった（失効した）ものはなく、全種類法定通貨として有効である。
日本の記念金貨を製造する際に使用される金は財務省が保有している金地金を利用するが、記念貨幣の発行数が減少していることもあり、会計検査院からの指摘を受けて外国為替資金特別会計で一部を売却した。

## 鋳造上の特徴
1970年（昭和45年）の日本万国博覧会記念から1975年（昭和50年）の昭和天皇御即位50周年までの4種の100円白銅貨は直径及び重量が異なっており、最小（通常100円と同じ）の4.8gから12.0gまでのばらつきがあった。
500円記念貨幣も1992年（平成4年）発行の沖縄復帰20周年記念までは通常の500円硬貨よりも一回りサイズが大きかった。しかしそれ以降の500円記念硬貨は、中部国際空港開港記念（銀貨）と地方自治法施行60周年記念、天皇陛下御在位30年記念、2019年（令和元年）発行の天皇陛下御即位記念（いずれもバイカラー・クラッド貨）を除き、通常の500円貨幣と材質と重量が同じである。そのためこれらは自動販売機でも使用できることがある。ただし最新のイメージセンシングを行う自動販売機においては、コインの図柄が登録されているので、これに合致しない記念硬貨は認識されない。
2003年（平成15年）に発行された第5回アジア冬季競技大会記念1000円銀貨以降の1000円の記念銀貨は全て彩色を施したカラーコインで発行されるようになった。

## 根拠法
日本では、貨幣の発行根拠として支那事変（日中戦争）勃発後に制定された臨時通貨法（昭和13年法律第86号）による臨時補助貨幣として発行されてきた。また、それ以前は新貨条例（明治4年太政官布告第267号）及び貨幣法（明治30年法律第16号）で規定された本位貨幣及び補助貨幣として発行されてきた。
臨時通貨法は支那事変終了後一年まで（その後大東亜戦争（太平洋戦争）終了後一年までに変更）という期限付きの時限立法として施行され、第二次世界大戦後も抜本的な改訂は行われず、期限の廃止及び臨時補助貨幣の額面が追加されて存続したが、記念貨幣の発行に関する規定は存在しなかった。そのため1964年（昭和39年）の東京オリンピック開催を記念して初めて記念貨幣を発行するにあたり、1000円銀貨を発行するために「オリンピック東京大会記念のための千円の臨時補助貨幣の発行に関する法律」（昭和39年法律第62号）という特別措置法を制定したが、1000円という当時の高額貨幣の10倍の額面にもかかわらず「臨時補助貨幣」としたのは、このような事情があったためである。
その後、発行された記念貨幣は100円ないし500円とされたのは、閣議で発行を決定出来たためであったが、銀貨と金貨は発行されなかった。しかし1986年（昭和61年）に昭和天皇在位60年を記念して記念金貨と記念銀貨を発行する際には、またも「天皇陛下御在位六十年記念のための十万円及び一万円の臨時補助貨幣の発行に関する法律」（昭和61年法律第38号）という特別措置法が制定されたが、10万円と紙幣でも発行された実績もない高額にもかかわらず「臨時補助貨幣」とされた。これらの矛盾を解消するために、1988年（昭和63年）4月1日に通貨の単位及び貨幣の発行等に関する法律（昭和62年法律第42号）が施行され、貨幣法及び臨時通貨法のほか、上記の特別措置法を含めた関連法が併せて廃止されている。この法律では旧法及び関連法のもとで発行された記念貨幣は、全て法定通貨として有効と規定されている。
現在では、通貨の単位及び貨幣の発行等に関する法律第5条で、以下のように記念貨幣のための額面のものについては閣議決定で発行できるとされており、発行枚数は政令で定められる。
同条を受けて、通貨の単位及び貨幣の発行等に関する法律施行令第3条は、次のように定める。記念貨幣の発行枚数は、この政令の改正（「別表第三」の改正）として定められる。
記念貨幣、プルーフ貨幣で額面価格を超える金額で販売するにあたり、通貨の単位及び貨幣の発行等に関する法律第10条は次のように定めている。
1990年（平成2年）の天皇陛下御即位記念10万円金貨、1993年（平成5年）の皇太子徳仁親王殿下御成婚記念5万円金貨を発行する際には、通貨の単位及び貨幣の発行等に関する法律に定められた額面以上のため、「天皇陛下御即位記念のための十万円の貨幣の発行に関する法律」（平成2年法律第29号）、「皇太子徳仁親王の婚姻を記念するための五万円の貨幣の発行に関する法律」（平成5年法律第33号）という特別措置法が制定されている。

## 一覧
オリンピックや国際博覧会をはじめとする国家的行事や、主要な皇室関連行事などを契機として記念貨幣の発行が行われている。なお、記念貨幣は全て硬貨であり記念紙幣は発行されたことがない。発行済の記念貨幣については下表のとおり。各貨幣の図柄や規格、発行日については後述の「#様式」を参照。
これらの記念貨幣は、本来市中での流通を想定したものではないが、現在法的には前述の通り全種類法定通貨として有効である。
| 記念別                                               | 額面       | 販売価格               | 材質等                    | 発行貨幣 種類数 | 発行年                                                      | 発行枚数 （単位:枚） | 個別 記事 |
| ---------------------------------------------------- | ---------- | ---------------------- | ------------------------- | --------------- | ----------------------------------------------------------- | -------------------- | --------- |
| 東京オリンピック記念                                 | 1000円     | 1000円                 | 銀貨幣                    | 1               | 1964年（昭和39年）                                          | 1500万1516           | 記事      |
| 東京オリンピック記念                                 | 100円      | 100円                  | 銀貨幣                    | 1               | 1964年（昭和39年）                                          | 8000万8056           | 記事      |
| 日本万国博覧会記念                                   | 100円      | 100円                  | 白銅貨幣                  | 1               | 1970年（昭和45年）                                          | 4000万2052           |           |
| 札幌オリンピック記念                                 | 100円      | 100円                  | 白銅貨幣                  | 1               | 1972年（昭和47年）                                          | 3000万0000           |           |
| 沖縄国際海洋博覧会記念                               | 100円      | 100円                  | 白銅貨幣                  | 1               | 1975年（昭和50年）                                          | 1億2000万0000        |           |
| 天皇陛下御在位50年記念                               | 100円      | 100円                  | 白銅貨幣                  | 1               | 1976年（昭和51年）                                          | 7000万0000           |           |
| 国際科学技術博覧会記念                               | 500円      | 500円                  | 白銅貨幣                  | 1               | 1985年（昭和60年）                                          | 7000万0000           |           |
| 内閣制度創始100周年記念                              | 500円      | 500円                  | 白銅貨幣                  | 1               | 1985年（昭和60年）                                          | 7000万0000           |           |
| 天皇陛下御在位60年記念                               | 10万0000円 | 10万0000円             | 金貨幣                    | 1               | 1986年（昭和61年）                                          | 1000万0000           | 記事      |
| 天皇陛下御在位60年記念                               | 10万0000円 | 10万0000円             | 金貨幣                    | 1               | 1987年（昭和62年）                                          | 100万0000            | 記事      |
| 天皇陛下御在位60年記念                               | 1万0000円  | 1万0000円              | 銀貨幣                    | 1               | 1986年（昭和61年）                                          | 1000万0000           | 記事      |
| 天皇陛下御在位60年記念                               | 500円      | 500円                  | 白銅貨幣                  | 1               | 1986年（昭和61年）                                          | 5000万0000           | 記事      |
| 青函トンネル開通記念                                 | 500円      | 500円                  | 白銅貨幣                  | 1               | 1988年（昭和63年）                                          | 2000万0000           |           |
| 瀬戸大橋開通記念                                     | 500円      | 500円                  | 白銅貨幣                  | 1               | 1988年（昭和63年）                                          | 2000万0000           |           |
| 国際花と緑の博覧会記念                               | 5000円     | 5000円                 | 銀貨幣                    | 1               | 1990年（平成2年）                                           | 1000万0000           |           |
| 裁判所制度100周年記念                                | 5000円     | 5000円                 | 銀貨幣                    | 1               | 1990年（平成2年）                                           | 500万0000            |           |
| 議会開設100周年記念                                  | 5000円     | 5000円                 | 銀貨幣                    | 1               | 1990年（平成2年）                                           | 500万0000            |           |
| 天皇陛下御即位記念                                   | 10万0000円 | 10万0000円             | 金貨幣                    | 1               | 1991年（平成3年）                                           | 200万0000            | 記事      |
| 天皇陛下御即位記念                                   | 500円      | 500円                  | 白銅貨幣                  | 1               | 1990年（平成2年）                                           | 3000万0000           | 記事      |
| 沖縄復帰20周年記念                                   | 500円      | 500円                  | 白銅貨幣                  | 1               | 1992年（平成4年）                                           | 2000万0000           |           |
| 皇太子殿下御成婚記念                                 | 5万0000円  | 5万0000円              | 金貨幣                    | 1               | 1993年（平成5年）                                           | 200万0000            |           |
| 皇太子殿下御成婚記念                                 | 5000円     | 5000円                 | 銀貨幣                    | 1               | 1993年（平成5年）                                           | 500万0000            |           |
| 皇太子殿下御成婚記念                                 | 500円      | 500円                  | 白銅貨幣                  | 1               | 1993年（平成5年）                                           | 3000万0000           |           |
| 関西国際空港開港記念                                 | 500円      | 500円                  | 白銅貨幣                  | 1               | 1994年（平成6年）                                           | 2000万0000           |           |
| 第12回アジア競技大会記念                             | 500円      | 500円                  | 白銅貨幣                  | 3               | 1994年（平成6年）                                           | 3000万0000           |           |
| 長野オリンピック冬季競技大会記念                     | 1万0000円  | 3万8000円 →3万8737円   | 金貨幣                    | 3               | 1997年（平成9年） - 1998年（平成10年）                      | 16万5000             |           |
| 長野オリンピック冬季競技大会記念                     | 5000円     | 5000円                 | 銀貨幣                    | 3               | 1997年（平成9年） - 1998年（平成10年）                      | 1500万0000           |           |
| 長野オリンピック冬季競技大会記念                     | 500円      | 500円                  | 白銅貨幣                  | 3               | 1997年（平成9年） - 1998年（平成10年）                      | 6000万0000           |           |
| 天皇陛下御在位10年記念                               | 1万0000円  | 4万1000円              | 金貨幣                    | 1               | 1999年（平成11年）                                          | 20万0000             |           |
| 天皇陛下御在位10年記念                               | 500円      | 500円                  | 白銅貨幣                  | 1               | 1999年（平成11年）                                          | 1500万0000           |           |
| 2002 FIFAワールドカップ記念                          | 1万0000円  | 4万0000円              | 金貨幣                    | 1               | 2002年（平成14年）                                          | 10万0000             |           |
| 2002 FIFAワールドカップ記念                          | 1000円     | 6000円                 | 銀貨幣                    | 1               | 2002年（平成14年）                                          | 10万0000             |           |
| 2002 FIFAワールドカップ記念                          | 500円      | 500円                  | ニッケル黄銅貨幣          | 3               | 2002年（平成14年）                                          | 3000万0000           |           |
| 第5回アジア冬季競技大会記念                          | 1000円     | 6000円                 | 銀貨幣 （カラーコイン）   | 1               | 2003年（平成15年）                                          | 5万0000              |           |
| 奄美群島復帰50周年記念                               | 1000円     | 6000円                 | 銀貨幣 （カラーコイン）   | 1               | 2003年（平成15年）                                          | 5万0000              |           |
| 2005年日本国際博覧会記念                             | 1万0000円  | 4万0000円              | 金貨幣                    | 1               | 2004年（平成16年）                                          | 7万0000              |           |
| 2005年日本国際博覧会記念                             | 1000円     | 6000円                 | 銀貨幣 （カラーコイン）   | 1               | 2004年（平成16年）                                          | 7万0000              |           |
| 2005年日本国際博覧会記念                             | 500円      | 500円                  | ニッケル黄銅貨幣          | 1               | 2004年（平成16年）                                          | 824万1000            |           |
| 中部国際空港開港記念                                 | 500円      | 4000円                 | 銀貨幣                    | 1               | 2005年（平成17年）                                          | 5万0000              |           |
| 国際連合加盟50周年記念                               | 1000円     | 6000円                 | 銀貨幣 （カラーコイン）   | 1               | 2006年（平成18年）                                          | 7万0000              |           |
| 南極地域観測50周年記念                               | 500円      | 500円                  | ニッケル黄銅貨幣          | 1               | 2007年（平成19年）                                          | 660万0000            | 記事      |
| 2007年ユニバーサル技能五輪国際大会記念               | 1000円     | 6000円                 | 銀貨幣 （カラーコイン）   | 1               | 2007年（平成19年）                                          | 8万0000              |           |
| 日本ブラジル交流年及び 日本人ブラジル移住100周年記念 | 500円      | 500円                  | ニッケル黄銅貨幣          | 1               | 2008年（平成20年）                                          | 480万0000            |           |
| 地方自治法施行60周年記念貨幣                         | 1000円     | 6000円 →6171円         | 銀貨幣 （カラーコイン）   | 47              | 2008年（平成20年） - 2016年（平成28年）                     | 471万0000            | 記事      |
| 地方自治法施行60周年記念貨幣                         | 500円      | 500円                  | バイカラー・ クラッド貨幣 | 47              | 2008年（平成20年） - 2016年（平成28年）                     | 8316万0000           | 記事      |
| 天皇陛下御在位20年記念                               | 1万0000円  | 8万0000円              | 金貨幣                    | 1               | 2009年（平成21年）                                          | 10万0000             |           |
| 天皇陛下御在位20年記念                               | 500円      | 500円                  | ニッケル黄銅貨幣          | 1               | 2009年（平成21年）                                          | 1000万0000           |           |
| 第67回国際通貨基金・世界銀行グループ 年次総会記念    | 1000円     | 8000円                 | 銀貨幣 （カラーコイン）   | 1               | 2012年（平成24年）                                          | 5万0000              |           |
| 新幹線鉄道開業50周年記念貨幣                         | 1000円     | 8300円                 | 銀貨幣 （カラーコイン）   | 1               | 2014年（平成26年）                                          | 5万0000              | 記事      |
| 新幹線鉄道開業50周年記念貨幣                         | 100円      | 100円                  | クラッド貨幣              | 9               | 2015年（平成27年） - 2016年（平成28年）                     | 2353万6000           | 記事      |
| 東日本大震災復興事業記念                             | 1万0000円  | 9万5000円              | 金貨幣                    | 4               | 2015年（平成27年）                                          | 4万5000              |           |
| 東日本大震災復興事業記念                             | 1000円     | 9500円                 | 銀貨幣 （カラーコイン）   | 4               | 2015年（平成27年）                                          | 18万0000             |           |
| 2020年東京オリンピック・パラリンピック 競技大会記念  | 1万0000円  | 12万0000円 →12万2223円 | 金貨幣                    | 3               | 2016年（平成28年）・ 2018年（平成30年） - 2020年（令和2年） | 12万3000             | 記事      |
| 2020年東京オリンピック・パラリンピック 競技大会記念  | 1000円     | 9500円 →9676円         | 銀貨幣 （カラーコイン）   | 14              | 2016年（平成28年）・ 2018年（平成30年） - 2020年（令和2年） | 131万2000            | 記事      |
| 2020年東京オリンピック・パラリンピック 競技大会記念  | 500円      | 500円                  | バイカラー・ クラッド貨幣 | 2               | 2016年（平成28年）・ 2018年（平成30年） - 2020年（令和2年） | 800万2000            | 記事      |
| 2020年東京オリンピック・パラリンピック 競技大会記念  | 100円      | 100円                  | クラッド貨幣              | 20              | 2016年（平成28年）・ 2018年（平成30年） - 2020年（令和2年） | 7898万0000           | 記事      |
| 第8回アジア冬季競技大会記念                          | 1000円     | 9000円                 | 銀貨幣 （カラーコイン）   | 1               | 2017年（平成29年）                                          | 5万0000              |           |
| 小笠原諸島復帰50周年記念                             | 1000円     | 9000円                 | 銀貨幣 （カラーコイン）   | 1               | 2018年（平成30年）                                          | 5万0000              |           |
| 明治150年記念                                        | 1000円     | 9000円                 | 銀貨幣 （カラーコイン）   | 1               | 2018年（平成30年）                                          | 5万1000              |           |
| 天皇陛下御在位30年記念                               | 1万0000円  | 13万8000円             | 金貨幣                    | 1               | 2019年（平成31年）                                          | 5万0000              |           |
| 天皇陛下御在位30年記念                               | 500円      | 500円                  | バイカラー・ クラッド貨幣 | 1               | 2019年（平成31年）                                          | 500万0000            |           |
| ラグビーワールドカップ2019日本大会記念               | 1万0000円  | 12万0000円             | 金貨幣                    | 1               | 2019年（平成31年）                                          | 1万0000              |           |
| ラグビーワールドカップ2019日本大会記念               | 1000円     | 9500円                 | 銀貨幣 （カラーコイン）   | 1               | 2019年（平成31年）                                          | 5万0000              |           |
| 天皇陛下御即位記念                                   | 1万0000円  | 14万0555円             | 金貨幣                    | 1               | 2019年（令和元年）                                          | 5万0000              | 記事      |
| 天皇陛下御即位記念                                   | 500円      | 500円                  | バイカラー・ クラッド貨幣 | 1               | 2019年（令和元年）                                          | 500万0000            | 記事      |
| 郵便制度150周年記念                                  | 1万0000円  | 14万5000円             | 金貨幣                    | 1               | 2021年（令和3年）                                           | 2万0000              |           |
| 郵便制度150周年記念                                  | 1000円     | 1万1700円              | 銀貨幣 （カラーコイン）   | 1               | 2021年（令和3年）                                           | 5万0000              |           |
| 近代通貨制度150周年記念                              | 1万0000円  | 14万5000円             | 金貨幣                    | 1               | 2021年（令和3年）                                           | 2万0000              |           |
| 近代通貨制度150周年記念                              | 5000円     | 7万6000円              | 金貨幣                    | 1               | 2021年（令和3年）                                           | 2万0000              |           |
| 近代通貨制度150周年記念                              | 1000円     | 1万1700円              | 銀貨幣                    | 1               | 2021年（令和3年）                                           | 5万0000              |           |
| 沖縄復帰50周年記念                                   | 1万0000円  | 15万3500円             | 金貨幣                    | 1               | 2022年（令和4年）                                           | 2万0000              |           |
| 沖縄復帰50周年記念                                   | 1000円     | 1万1700円              | 銀貨幣 （カラーコイン）   | 1               | 2022年（令和4年）                                           | 5万0000              |           |
| 鉄道開業150周年記念                                  | 1000円     | 1万2300円              | 銀貨幣 （カラーコイン）   | 1               | 2022年（令和4年）                                           | 7万0000              |           |
| 2025年日本国際博覧会記念                             | 1000円     | 1万3800円 →1万5200円   | 銀貨幣 （カラーコイン）   | 3               | 2023年（令和5年） - 2025年（令和7年）                       | 15万3000             |           |
| 2025年日本国際博覧会記念                             | 10000円    | 26万8000円             | 金貨幣                    | 1               | 2025年（令和7年）                                           | 3万1000              |           |
| 2025年日本国際博覧会記念                             | 500円      | 500円                  | バイカラー・ クラッド貨幣 | 1               | 2025年（令和7年）                                           | 232万9000            |           |
| 国立公園制度100周年記念貨幣                          | 1000円     | 1万3800円 →1万5200円   | 銀貨幣 （カラーコイン）   | 6               | 2024年（令和6年） - 2031年（令和13年）                      | 24万0000             |           |

ここに記載した価格は貨幣単品での販売価格である。他にもプルーフ貨幣仕様のものやミントセットや金銀貨セットなど、様々な形態で販売されたものも存在しており、価格はそれぞれ異なる。

## 日本銀行における通貨としての扱い
仮に前述のような記念貨幣が市中に通貨（現金）として流通している場合は、それが日本銀行に戻った時点で、極端に摩耗・変形・変色した硬貨と同様に再使用不可能な流通不便貨という扱いで回収される。
日銀の勘定店における現金の受け入れ時の扱いについては、次に示すような定量を取りまとめた大袋単位での受け入れを行うものとされている。また種類によっては通常貨と混合整理されるものもある。
- 100000円金貨(御在位60年・20g)：定量500枚
- 100000円金貨(御即位記念・30g)：定量300枚
- 50000円金貨：定量500枚
- 10000円金貨(20g)：定量500枚（種類が異なるものも混合整理）
- 10000円金貨(15.6g)：定量500枚（種類が異なるものも混合整理）
- 10000円銀貨：定量500枚
- 5000円金貨：定量500枚
- 5000円純銀貨(皇太子殿下御成婚記念)：定量500枚
- 5000円銀合金貨：定量1000枚（種類別に整理）
- 1000円銀合金貨(昭和39年東京五輪、20g)：定量1000枚
- 1000円純銀貨(31.1g)：定量500枚（種類が異なるものも混合整理）
- 1000円銀合金貨(国際通貨基金、31.1g)：定量500枚
  - 以上については、定量未満であっても端数分(1枚から)を取りまとめた大袋単位での受け入れを行う。
- 500円純銀貨：定量1000枚
- 500円白銅貨(13g)：定量1000枚（種類が異なるものも混合整理）
- 500円ニッケル黄銅貨(記念)：定量2000枚（種類が異なるものも混合整理）
- 500円バイカラークラッド貨(記念)：定量2000枚（種類が異なるものも混合整理）
- 100円白銅貨(御在位50年・札幌五輪・12g)：定量1500枚（種類が異なるものも混合整理）
- 100円白銅貨(万国博覧会・9g)：定量2000枚
- 100円クラッド貨：定量4000枚（種類が異なるものも混合整理）
  - 以上については、定量を取りまとめた大袋単位でのみ受け入れを行う。
- 500円白銅貨(7.2g・記念)：500円白銅貨(通常貨・旧貨)と混合整理
- 100円銀合金貨(4.8g・昭和39年東京五輪)：100円銀貨(通常貨・旧貨)と混合整理
- 100円白銅貨(4.8g・沖縄国際海洋博覧会)：100円白銅貨(通常貨・新貨(現行貨))と混合整理

## 様式
日本において発行された記念貨幣 の様式は下記の通り。1988年（昭和63年）3月までは「臨時通貨法」の下で臨時補助貨幣として発行され、同年4月以降は「通貨の単位及び貨幣の発行等に関する法律（通貨法）」に基づき「貨幣」として発行されており、発行時の法的な位置付けが異なっている。

### 臨時通貨法による臨時補助貨幣としての記念貨幣（1988年3月以前）
「臨時通貨法」の下で「臨時補助貨幣」として発行された記念貨幣は下記の11種類。これらはいずれも臨時補助貨幣として発行されたが、「通貨の単位及び貨幣の発行等に関する法律（通貨法）」施行後は「貨幣」と見做され現行硬貨（法定通貨）である（貨幣とみなす臨時補助貨幣）。
△印を付したものは発行に際して特別措置法が制定されたものを、◎印を付したものは当該記念貨幣の発行当時に製造・発行されていた通常発行の貨幣と組成、量目、寸法が同規格であるものをそれぞれ示す。
各貨幣の様式・規格など詳細は「臨時補助貨幣#記念貨幣」を参照。
- 東京オリンピック記念貨幣
  - 東京オリンピック記念1000円銀貨幣△
- 〈表面〉富士山、桜 〈裏面〉五輪マーク、桜（1964年（昭和39年）10月2日発行[2]）
  - 東京オリンピック記念100円銀貨幣◎
- 〈表面〉聖火台、五輪マーク〈裏面〉オリーブ（1964年（昭和39年）9月21日発行[2]）
- 日本万国博覧会記念貨幣
  - 日本万国博覧会記念100円白銅貨幣
- 〈表面〉赤富士（富嶽三十六景より） 〈裏面〉大阪万博シンボルマーク、地球（1970年（昭和45年）3月10日発行[2]）
- 札幌オリンピック記念貨幣
  - 札幌オリンピック記念100円白銅貨幣
- 〈表面〉聖火台 〈裏面〉五輪マーク、雪紋（1972年（昭和47年）1月28日発行[2]）
- 沖縄国際海洋博覧会記念貨幣
  - 沖縄国際海洋博覧会記念100円白銅貨幣◎
- 〈表面〉守礼門、波 〈裏面〉沖縄海洋博シンボルマーク、イルカ（1975年（昭和50年）7月3日発行[2]）
- 天皇陛下御在位50年記念貨幣
  - 天皇陛下御在位50年記念100円白銅貨幣
- 〈表面〉二重橋、皇居 〈裏面〉菊花紋章、鳳凰（1976年（昭和51年）12月23日発行[2]）
- 国際科学技術博覧会記念貨幣
  - 国際科学技術博覧会記念500円白銅貨幣

- （表面〉筑波山、梅 〈裏面〉つくば科学博シンボルマーク（1985年（昭和60年）3月12日発行）
- 内閣制度創始100周年記念貨幣
  - 内閣制度創始100周年記念500円白銅貨幣
- 〈表面〉総理大臣官邸[注 16] 〈裏面〉内閣之印（1985年（昭和60年）12月18日発行[2]）
- 天皇陛下御在位60年記念硬貨
  - 天皇陛下御在位60年記念100000円金貨幣△
- 〈表面〉鳩、水 〈裏面〉菊花紋章（1986年（昭和61年）11月10日発行[2]）
  - 天皇陛下御在位60年記念10000円銀貨幣△
- 〈表面〉日の出、瑞鳥 〈裏面〉菊花紋章（1986年（昭和61年）11月10日発行[2]）
  - 天皇陛下御在位60年記念500円白銅貨幣
- 〈表面〉紫宸殿 〈裏面〉菊花紋章（1986年（昭和61年）10月21日発行[2]）

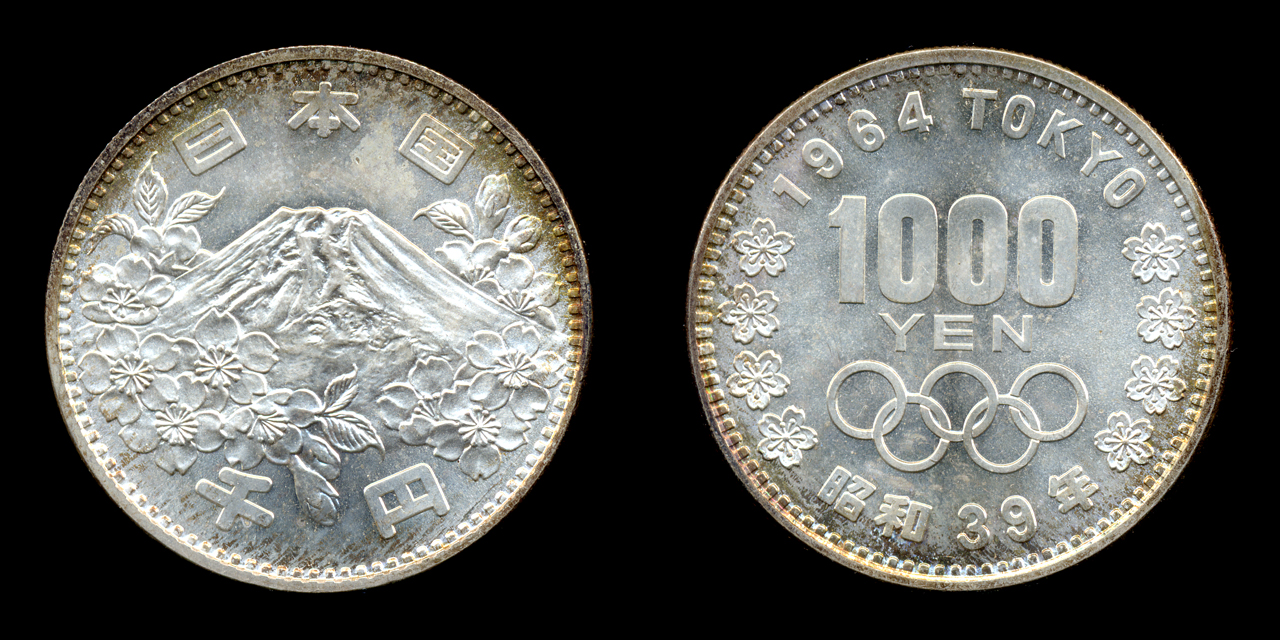
東京オリンピック記念1000円銀貨幣
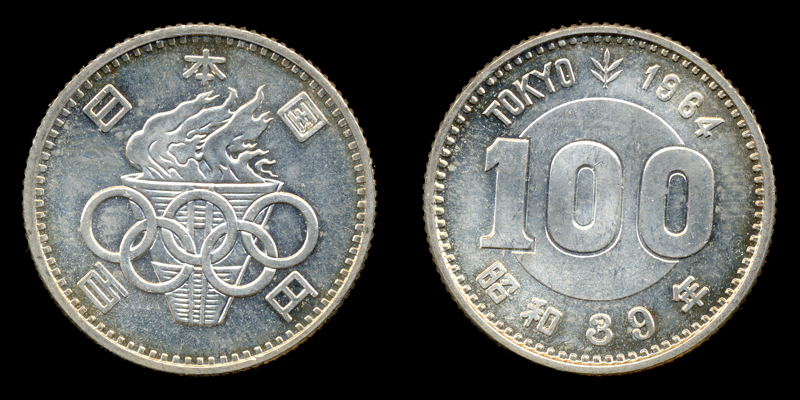
東京オリンピック記念100円銀貨幣
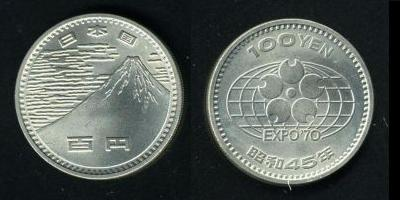
日本万国博覧会記念100円白銅貨幣
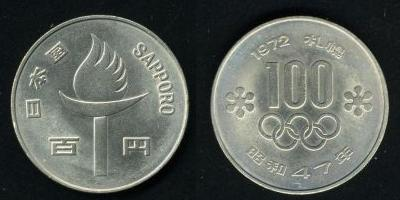
札幌オリンピック記念100円白銅貨幣
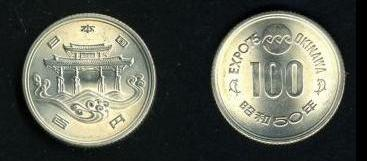
沖縄国際海洋博覧会記念100円白銅貨幣
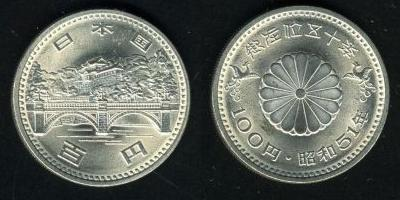
天皇陛下御在位50年記念100円白銅貨幣
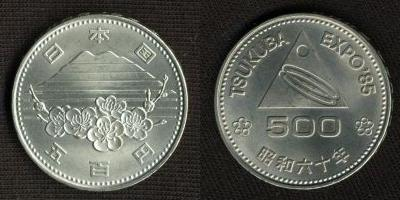
国際科学技術博覧会記念500円白銅貨幣
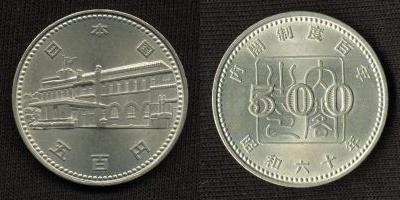
内閣制度創始100周年記念500円白銅貨幣
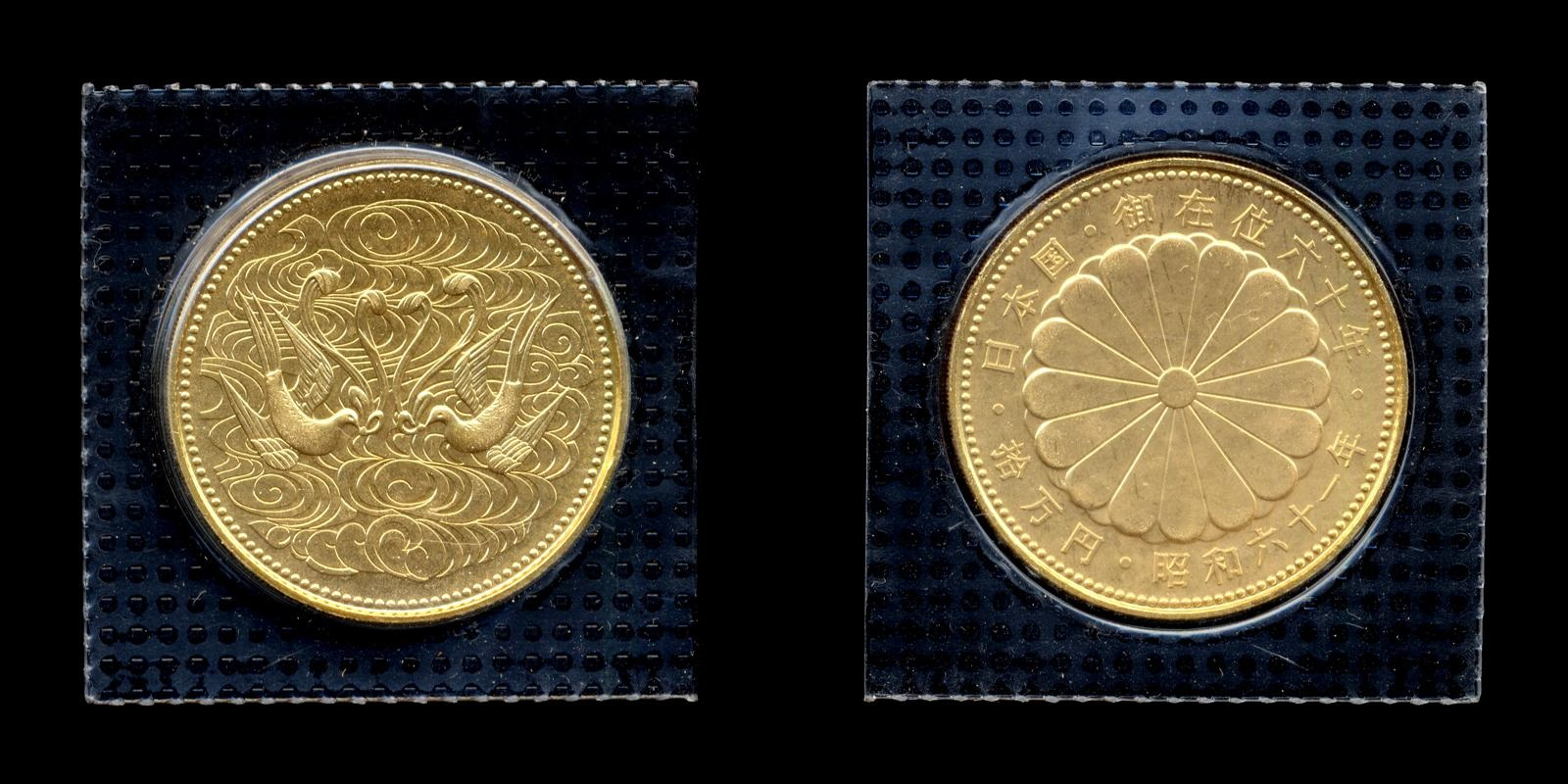
天皇陛下御在位60年記念100000円金貨幣
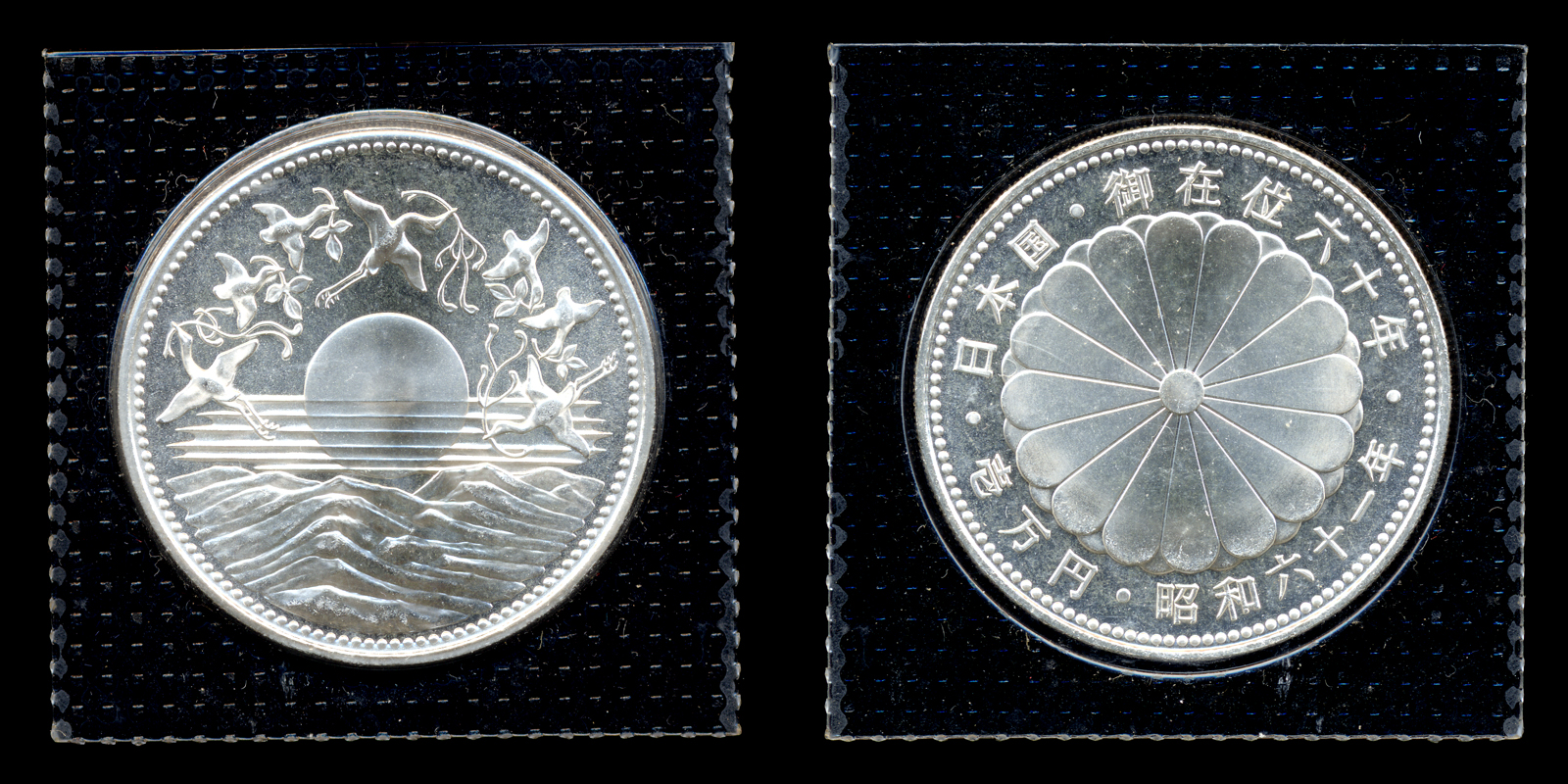
天皇陛下御在位60年記念10000円銀貨幣
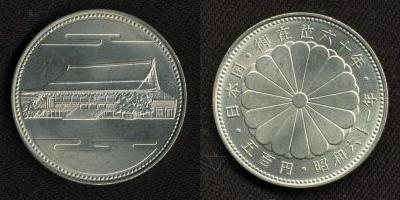
天皇陛下御在位60年記念500円白銅貨幣

### 通貨法による貨幣としての記念貨幣（1988年4月以降）
1988年（昭和63年）4月1日の「通貨の単位及び貨幣の発行等に関する法律（通貨法）」施行後に「貨幣」として発行された記念貨幣は下記の通り。
△印を付したものは発行に際して特別措置法が制定されたものを、◎印を付したものは当該記念貨幣の発行当時に製造・発行されていた通常発行の貨幣と組成、量目、寸法が同規格であるものを、★印を付したものは市中金融機関窓口での両替方式による引換を行わず、額面価格を超える金額で販売されたもの（プレミアム型貨幣）をそれぞれ示す。

#### 青函トンネル開通記念貨幣

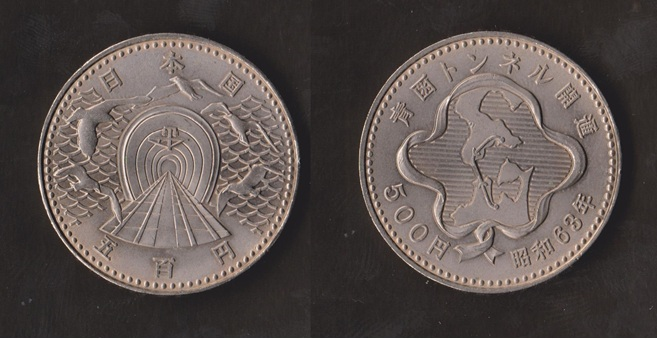
青函トンネル開通記念500円白銅貨幣
品位 銅750 ニッケル250、量目13.000グラム、直径30.00ミリ、周囲にギザと「SEIKAN TUNNEL'88 ◆」のレタリングあり
図柄 〈表面〉青函トンネル、波、鴎 〈裏面〉北海道と本州の地図
年銘 昭和63年（1988年）

発行枚数 20,000,000枚
- 発行開始日は1988年（昭和63年）8月29日。

#### 瀬戸大橋開通記念貨幣

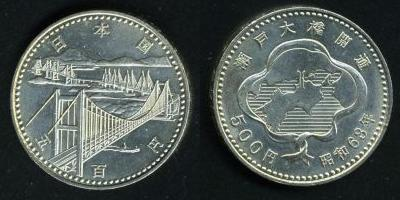
瀬戸大橋開通記念500円白銅貨幣
品位 銅750 ニッケル250、量目13.000グラム、直径30.00ミリ、周囲にギザと「SETO BRIDGE'88 ◆」のレタリングあり
図柄 〈表面〉瀬戸大橋 〈裏面〉本州と四国の地図
年銘 昭和63年（1988年）

発行枚数 20,000,000枚
- 発行開始日は1988年（昭和63年）8月29日。

#### 国際花と緑の博覧会記念貨幣

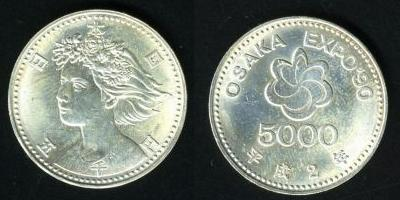
国際花と緑の博覧会記念5000円銀貨幣
品位 銀925 銅75、量目15.000グラム、直径30.00ミリ、周囲にギザと「HANA TO MIDORI ◆」のレタリングあり
図柄 〈表面〉花冠の少女 〈裏面〉花博シンボルマーク
年銘 平成2年（1990年）

発行枚数 10,000,000枚
- 発行開始日は1990年（平成2年）4月2日（会場内に限り同年4月1日）。

#### 裁判所制度100周年記念貨幣

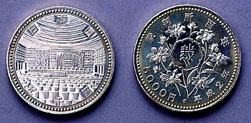
裁判所制度100周年記念貨幣

裁判所制度100周年記念5000円銀貨幣
品位 銀925 銅75、量目15.000グラム、直径30.00ミリ、周囲にギザと「SAIBANSHO SEIDO 100 NEN ◆」のレタリングあり
図柄 〈表面〉大法廷 〈裏面〉大反魂草、裁判所職員マーク
年銘 平成2年（1990年）

発行枚数 5,000,000枚
- 発行開始日は1990年（平成2年）10月23日。

#### 議会開設100周年記念貨幣

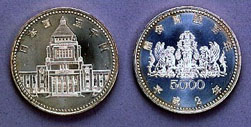
議会開設100周年記念貨幣

議会開設100周年記念5000円銀貨幣
品位 銀925 銅75、量目15.000グラム、直径30.00ミリ、周囲にギザと「GIKAI KAISETSU 100 NEN ◆」のレタリングあり
図柄 〈表面〉国会議事堂 〈裏面〉有翼の獅子
年銘 平成2年（1990年）

発行枚数 5,000,000枚
- 発行開始日は1990年（平成2年）11月21日。

#### 天皇陛下御即位記念貨幣

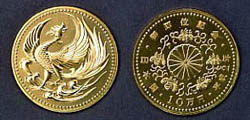
天皇陛下御即位記念100000円金貨幣

天皇陛下御即位記念100000円金貨幣△
品位 金1,000、量目30.000グラム、直径33.00ミリ、周囲にギザあり
図柄 〈表面〉鳳凰、瑞雲 〈裏面〉菊花紋章、桐、唐草
年銘 平成2年（1990年）

発行枚数 2,000,000枚
- 発行開始日は1991年（平成3年）4月10日。

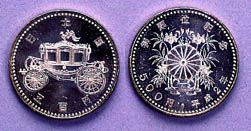
天皇陛下御即位記念500円白銅貨幣
品位 銅750 ニッケル250、量目13.000グラム、直径30.00ミリ、周囲にギザあり
図柄 〈表面〉特別御料儀装車 〈裏面〉菊花紋章、束帯の紋様
年銘 平成2年（1990年）

発行枚数 30,000,000枚
- 発行開始日は1990年（平成2年）11月8日。

#### 沖縄復帰20周年記念貨幣

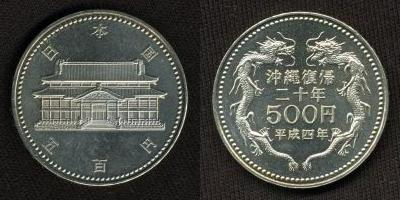
沖縄復帰20周年記念500円白銅貨幣
品位 銅750 ニッケル250、量目13.000グラム、直径30.00ミリ、周囲にギザと「OKINAWA FUKKI 20 NEN ◆」のレタリングあり
図柄 〈表面〉首里城正殿 〈裏面〉昇龍
年銘 平成4年（1992年）

発行枚数 20,000,000枚
- 発行開始日は1992年（平成4年）5月13日。

#### 皇太子殿下御成婚記念貨幣

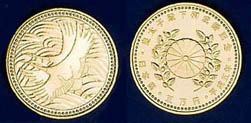
皇太子殿下御成婚記念50000円金貨幣

皇太子殿下御成婚記念50000円金貨幣△
品位 金1,000、量目18.000グラム、直径27.00ミリ、周囲にギザあり
図柄 〈表面〉鶴、波 〈裏面〉菊花紋章、梓
年銘 平成5年（1993年）

発行枚数 2,000,000枚
- 発行開始日は1993年（平成5年）9月9日。

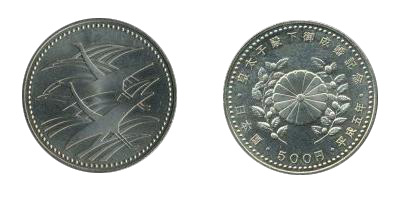
皇太子殿下御成婚記念500円白銅貨幣

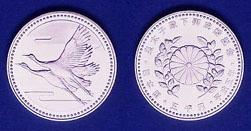
皇太子殿下御成婚記念5000円銀貨幣
品位 銀1,000、量目15.000グラム、直径30.00ミリ、周囲にギザあり
図柄 〈表面〉鶴、瑞雲 〈裏面〉菊花紋章、梓
年銘 平成5年（1993年）

発行枚数 5,000,000枚
- 発行開始日は1993年（平成5年）6月4日。

皇太子殿下御成婚記念500円白銅貨幣◎
品位 銅750 ニッケル250、量目7.200グラム、直径26.50ミリ、周囲にギザあり
図柄 〈表面〉鶴、波 〈裏面〉菊花紋章、梓
年銘 平成5年（1993年）

発行枚数 30,000,000枚
- 発行開始日は1993年（平成5年）6月4日。

#### 関西国際空港開港記念貨幣

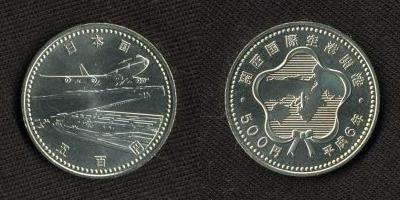
関西国際空港開港記念500円白銅貨幣

関西国際空港開港記念500円白銅貨幣◎
品位 銅750 ニッケル250、量目7.200グラム、直径26.50ミリ、周囲にギザあり
図柄 〈表面〉関西国際空港、飛行機 〈裏面〉関西地方を中心とした地図、リボン
年銘 平成6年（1994年）

発行枚数 30,000,000枚
- 発行開始日は1994年（平成6年）8月23日。

#### 第12回アジア競技大会記念貨幣

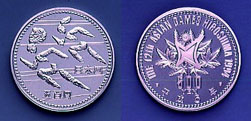
第12回アジア競技大会記念500円白銅貨幣［走る］

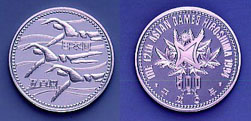
第12回アジア競技大会記念500円白銅貨幣［泳ぐ］

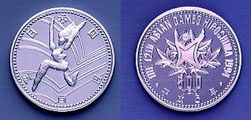
第12回アジア競技大会記念500円白銅貨幣［跳ぶ］

第12回アジア競技大会記念500円白銅貨幣◎
品位 銅750 ニッケル250、量目7.200グラム、直径26.50ミリ、周囲にギザあり
図柄 （下記の3種類あり）
〈表面〉走る 〈裏面〉広島アジア大会シンボルマーク、紅葉
〈表面〉泳ぐ 〈裏面〉広島アジア大会シンボルマーク、紅葉
〈表面〉跳ぶ 〈裏面〉広島アジア大会シンボルマーク、紅葉
年銘 平成6年（1994年）

発行枚数 
10,000,000枚［走る］
10,000,000枚［泳ぐ］
10,000,000枚［跳ぶ］
- 発行開始日は1994年（平成6年）9月27日。

#### 長野オリンピック冬季競技大会記念貨幣

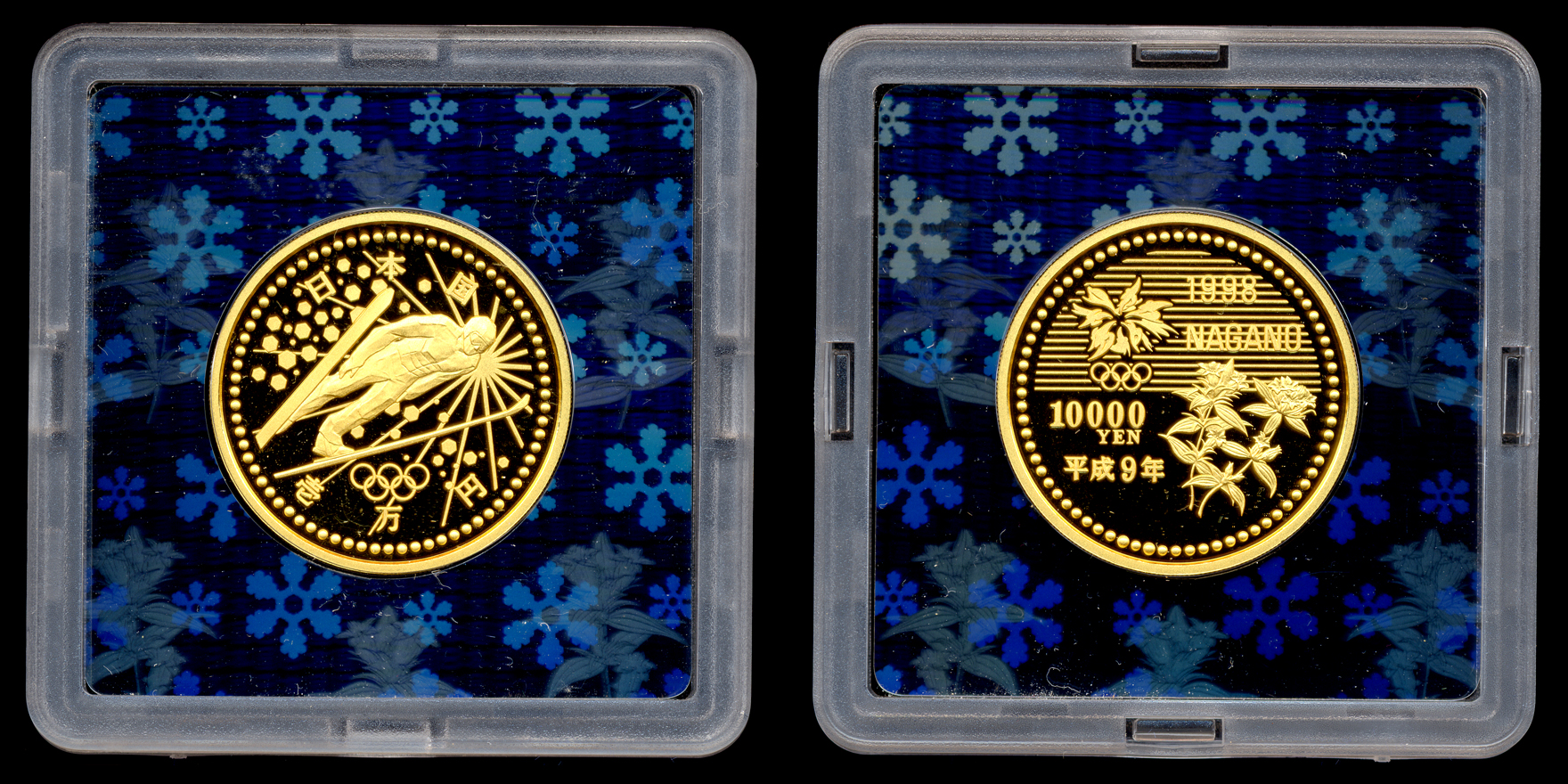
長野オリンピック冬季競技大会記念10000円金貨幣［第1次］

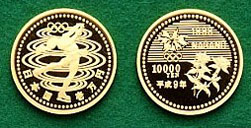
長野オリンピック冬季競技大会記念10000円金貨幣［第2次］

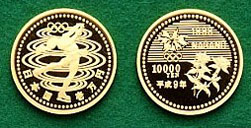
長野オリンピック冬季競技大会記念10000円金貨幣［第2次］

長野オリンピック冬季競技大会記念10000円金貨幣★
品位 金1,000、量目15.600グラム、直径26.00ミリ、周囲にギザあり
図柄 （下記の3種類あり）
〈表面〉ジャンプ 〈裏面〉リンドウ、長野五輪エンブレム［第1次］
〈表面〉フィギュアスケート 〈裏面〉リンドウ、長野五輪エンブレム［第2次］
〈表面〉スピードスケート 〈裏面〉リンドウ、長野五輪エンブレム［第3次］
年銘 
平成9年（1997年）［第1次］・［第2次］
平成10年（1998年）［第3次］

発行枚数 
55,000枚［第1次］
55,000枚［第2次］
55,000枚［第3次］
- 販売申込期間は下記の通り。
  - 1996年（平成8年）10月30日 - 11月5日［第1次］
  - 1997年（平成9年）5月19日 - 5月28日［第2次］
  - 1997年（平成9年）10月7日 - 10月16日［第3次］

- 販売価格は1997年（平成9年）3月以前販売申込分が1枚38,000円、同年4月以降販売申込分が1枚38,737円。

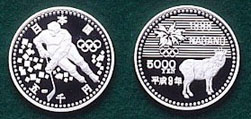
長野オリンピック冬季競技大会記念5000円銀貨幣［第1次］

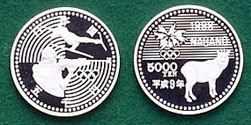
長野オリンピック冬季競技大会記念5000円銀貨幣［第2次］

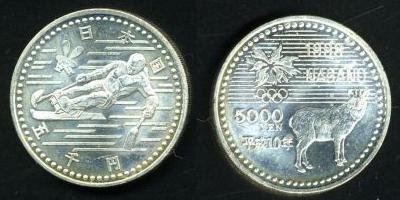
長野オリンピック冬季競技大会記念5000円銀貨幣［第3次］

長野オリンピック冬季競技大会記念5000円銀貨幣
品位 銀925 銅75、量目15.000グラム、直径30.00ミリ、周囲にギザあり
図柄 （下記の3種類あり）
〈表面〉アイスホッケー 〈裏面〉カモシカ、長野五輪エンブレム［第1次］
〈表面〉バイアスロン 〈裏面〉カモシカ、長野五輪エンブレム［第2次］
〈表面〉アルペンスキー 〈裏面〉カモシカ、長野五輪エンブレム［第3次］
年銘 
平成9年（1997年）［第1次］・［第2次］
平成10年（1998年）［第3次］

発行枚数 
5,000,000枚［第1次］
5,000,000枚［第2次］
5,000,000枚［第3次］
- 発行開始日は下記の通り。
  - 1997年（平成9年）2月7日［第1次］
  - 1997年（平成9年）8月7日［第2次］
  - 1998年（平成10年）2月2日［第3次］

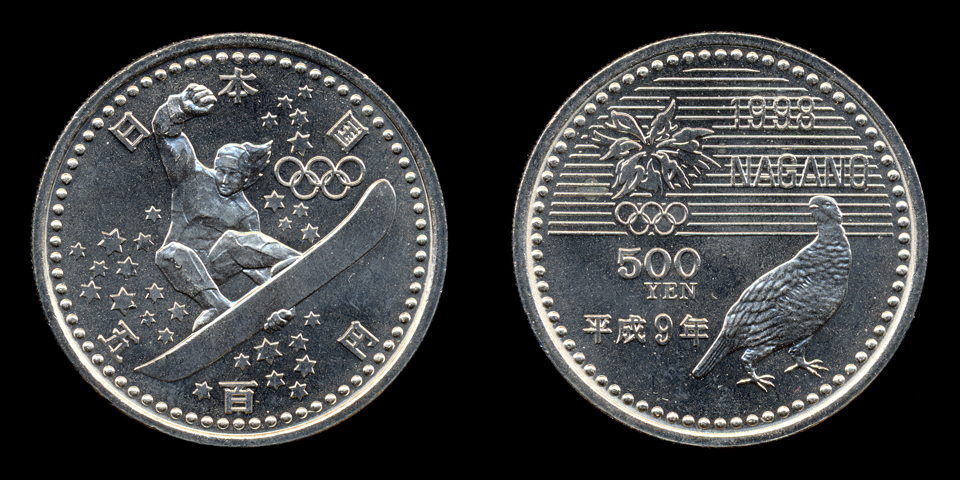
長野オリンピック記念冬季競技大会500円白銅貨幣［第1次］

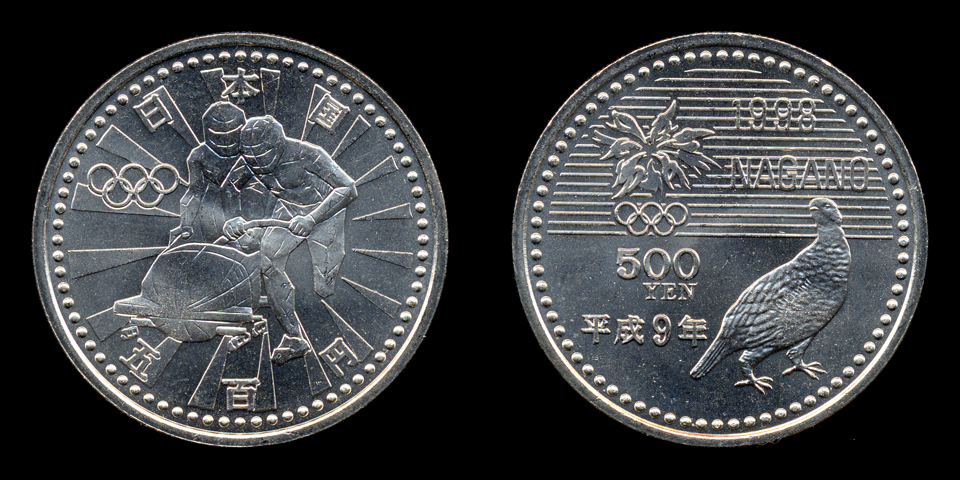
長野オリンピック記念冬季競技大会500円白銅貨幣［第2次］

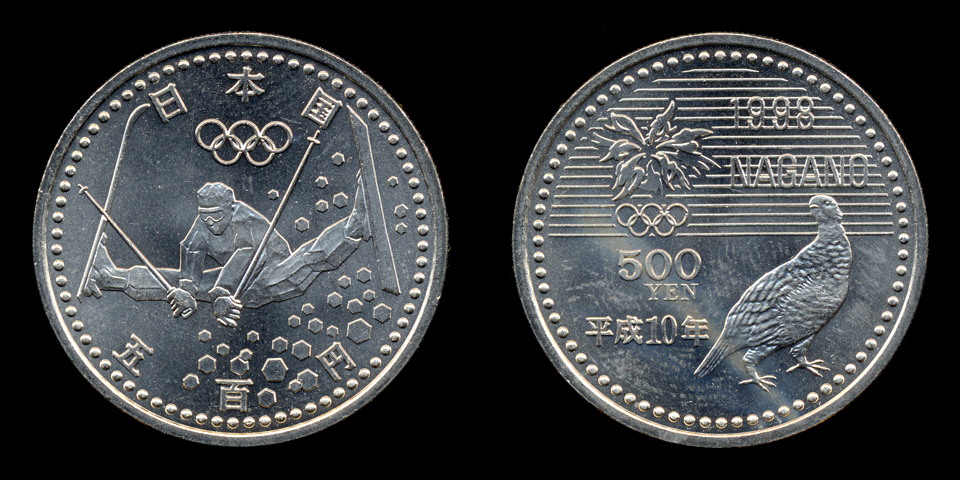
長野オリンピック記念冬季競技大会500円白銅貨幣［第3次］

長野オリンピック冬季競技大会記念500円白銅貨幣◎

品位 銅750 ニッケル250、量目7.200グラム、直径26.50ミリ、周囲にギザあり
図柄 （下記の3種類あり）
〈表面〉スノーボード 〈裏面〉雷鳥、長野五輪エンブレム［第1次］
〈表面〉ボブスレー 〈裏面〉雷鳥、長野五輪エンブレム［第2次］
〈表面〉フリースタイルスキー 〈裏面〉雷鳥、長野五輪エンブレム［第3次］
年銘 
平成9年（1997年）［第1次］・［第2次］
平成10年（1998年）［第3次］

発行枚数 
20,000,000枚［第1次］
20,000,000枚［第2次］
20,000,000枚［第3次］
- 発行開始日は下記の通り。
  - 1997年（平成9年）2月7日［第1次］
  - 1997年（平成9年）8月7日［第2次］
  - 1998年（平成10年）2月2日［第3次］

#### 天皇陛下御在位10年記念貨幣

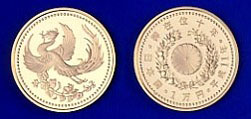
天皇陛下御在位10年記念10000円金貨幣

天皇陛下御在位10年記念10000円金貨幣★
品位 金1,000、量目20.000グラム、直径28.00ミリ、周囲にギザあり
図柄 〈表面〉鳳凰、桐、白樺 〈裏面〉菊花紋章、橘、桜
年銘 平成11年（1999年）

発行枚数 200,000枚
- 販売申込期間は1999年（平成11年）11月8日 - 11月21日。

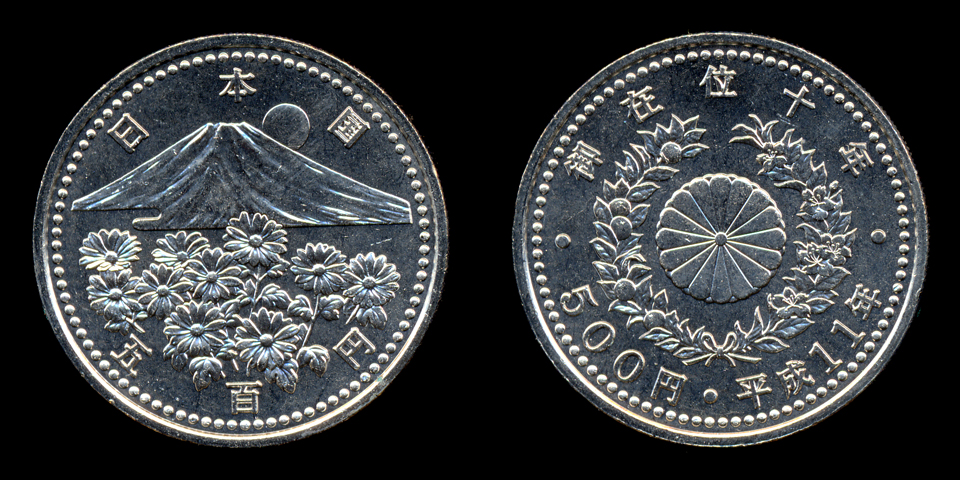
天皇陛下御在位10年記念500円白銅貨幣

- 販売価格は1枚41,000円。

天皇陛下御在位10年記念500円白銅貨幣◎
品位 銅750 ニッケル250、量目7.200グラム、直径26.50ミリ、周囲にギザあり
図柄 〈表面〉富士山、菊 〈裏面〉菊花紋章、橘、桜
年銘 平成11年（1999年）

発行枚数 15,000,000枚
- 発行開始日は1999年（平成11年）11月12日。

#### 2002 FIFAワールドカップ記念貨幣

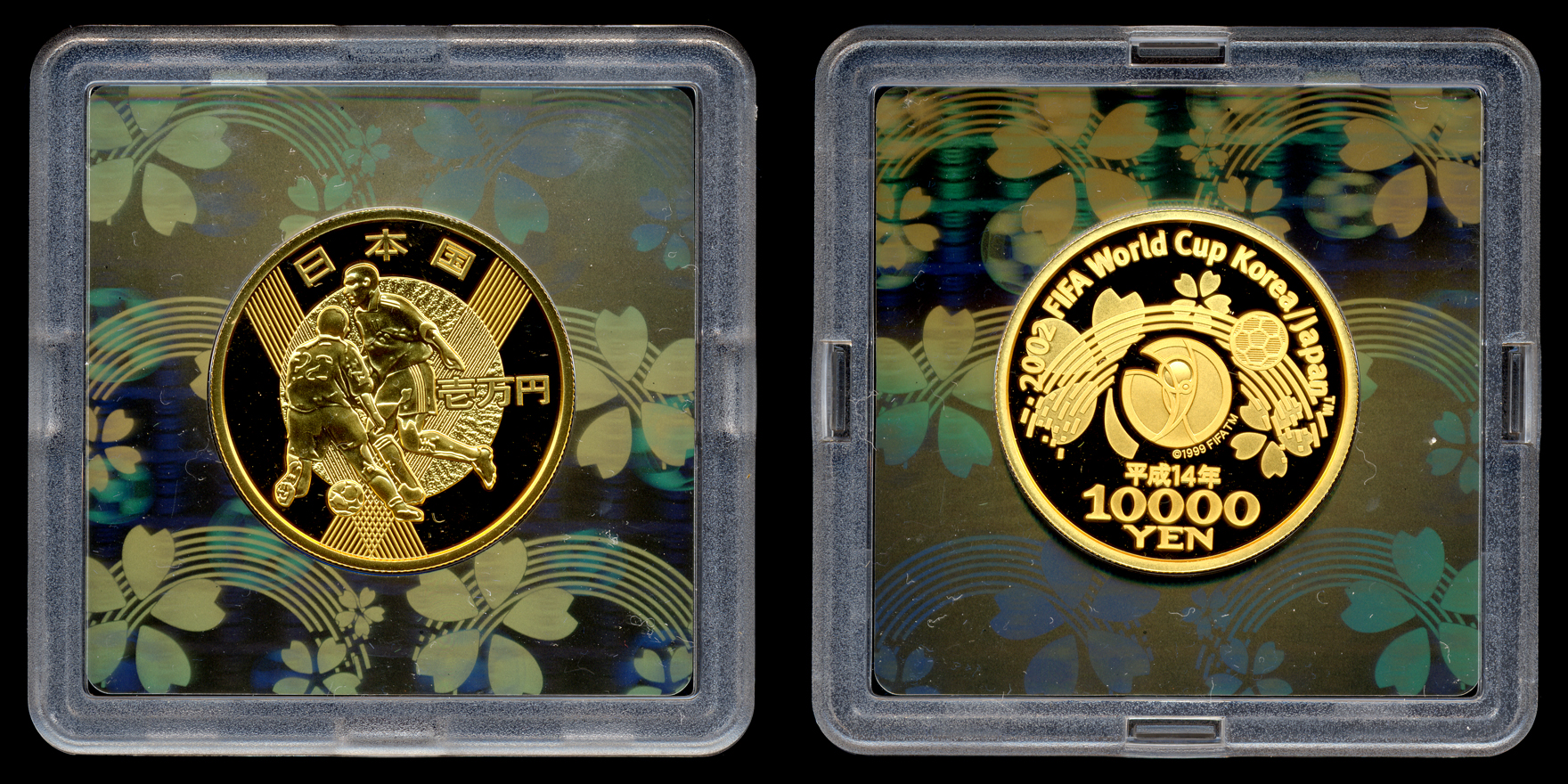
2002 FIFAワールドカップ記念10000円金貨幣

2002 FIFAワールドカップ記念10000円金貨幣★
品位 金1,000、量目15.600グラム、直径26.00ミリ、周囲に斜めギザあり
図柄 〈表面〉サッカー選手、ストライプ 〈裏面〉日韓W杯エンブレム、桜、虹、サッカーボール
年銘 平成14年（2002年）

発行枚数 100,000枚
- 販売申込期間は2002年（平成14年）2月26日 - 3月11日。

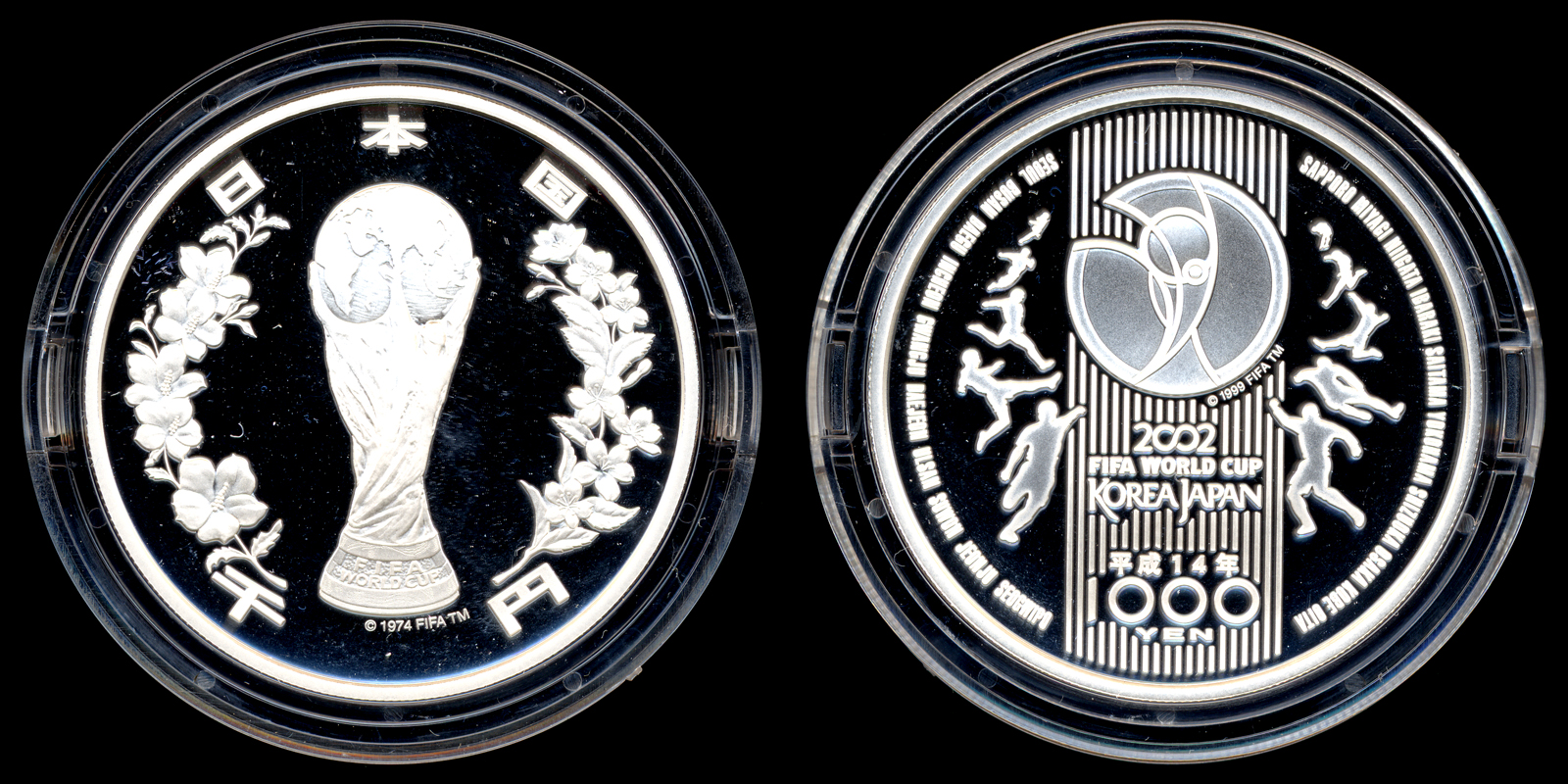
2002 FIFAワールドカップ記念1000円銀貨幣

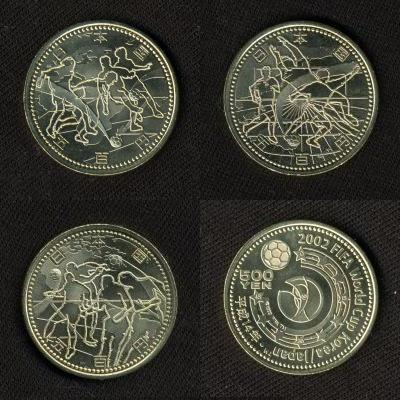
2002 FIFAワールドカップ記念500円ニッケル黄銅貨幣
［ヨーロッパ、アフリカ］表面（左上）
［アジア、オセアニア］表面（右上）
［南北アメリカ］表面（左下）
共通裏面（右下）

- 販売価格は1枚40,000円。

2002 FIFAワールドカップ記念1000円銀貨幣★
品位 銀1,000、量目31.100グラム、直径40.00ミリ、周囲に斜めギザあり
図柄 〈表面〉W杯トロフィー、桜、ムクゲ 〈裏面〉日韓W杯エンブレム、サッカー選手
年銘 平成14年（2002年）

発行枚数 100,000枚
- 販売申込期間は2002年（平成14年）2月26日 - 3月11日。
- 販売価格は1枚6,000円。

2002 FIFAワールドカップ記念500円ニッケル黄銅貨幣◎
品位 銅720 亜鉛200 ニッケル80、量目7.000グラム、直径26.50ミリ、周囲に斜めギザあり
図柄 （下記の3種類あり）
〈表面〉地図（ヨーロッパ、アフリカ）、サッカー選手 〈裏面〉日韓W杯エンブレム、試合時間、サッカーボール
〈表面〉地図（アジア、オセアニア）、サッカー選手 〈裏面〉日韓W杯エンブレム、試合時間、サッカーボール
〈表面〉地図（南北アメリカ）、サッカー選手 〈裏面〉日韓W杯エンブレム、試合時間、サッカーボール
年銘 平成14年（2002年）

発行枚数 
10,000,000枚［ヨーロッパ、アフリカ］
10,000,000枚［アジア、オセアニア］
10,000,000枚［南北アメリカ］
- 発行開始日は2002年（平成14年）5月27日。

#### 第5回アジア冬季競技大会記念貨幣

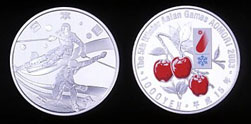
第5回アジア冬季競技大会記念1000円銀貨幣

第5回アジア冬季競技大会記念1000円銀貨幣★
品位 銀1,000、量目31.100グラム、直径40.00ミリ、周囲に斜めギザあり、裏面に彩色加工（カラーコイン）
図柄 〈表面〉スキー選手、スケート選手 〈裏面〉青森冬季アジア大会シンボルマーク、林檎
年銘 平成15年（2003年）

発行枚数 50,000枚
- 販売申込期間は2002年（平成14年）11月22日 - 12月5日。
- 販売価格は1枚6,000円。

#### 奄美群島復帰50周年記念貨幣

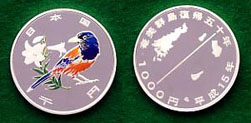
奄美群島復帰50周年記念貨幣

奄美群島復帰50周年記念1000円銀貨幣★
品位 銀1,000、量目31.100グラム、直径40.00ミリ、周囲に斜めギザあり、表面に彩色加工（カラーコイン）
図柄 〈表面〉ルリカケス、テッポウユリ 〈裏面〉奄美群島
年銘 平成15年（2003年）

発行枚数 50,000枚
- 販売申込期間は2003年（平成15年）9月18日 - 10月2日。
- 販売価格は1枚6,000円。

#### 2005年日本国際博覧会記念貨幣

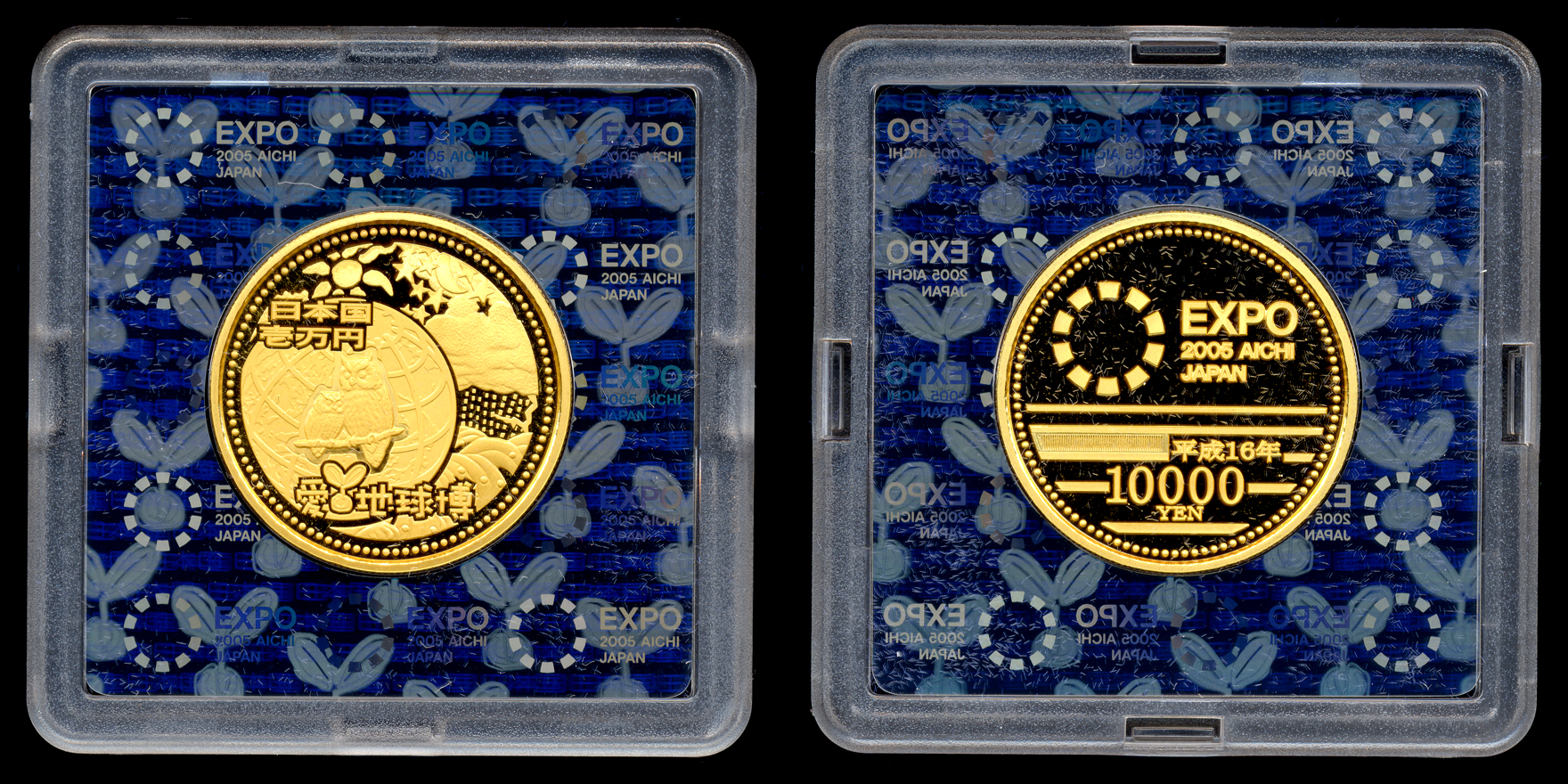
2005年日本国際博覧会記念10000円金貨幣

2005年日本国際博覧会記念10000円金貨幣★
品位 金1,000、量目15.600グラム、直径26.00ミリ、周囲に斜めギザあり
図柄 〈表面〉地球、自然、コノハズク、愛・地球博ロゴタイプ 〈裏面〉愛・地球博シンボルマーク、大地
年銘 平成16年（2004年）

発行枚数 70,000枚
- 販売申込期間は2004年（平成16年）10月14日 - 10月27日。

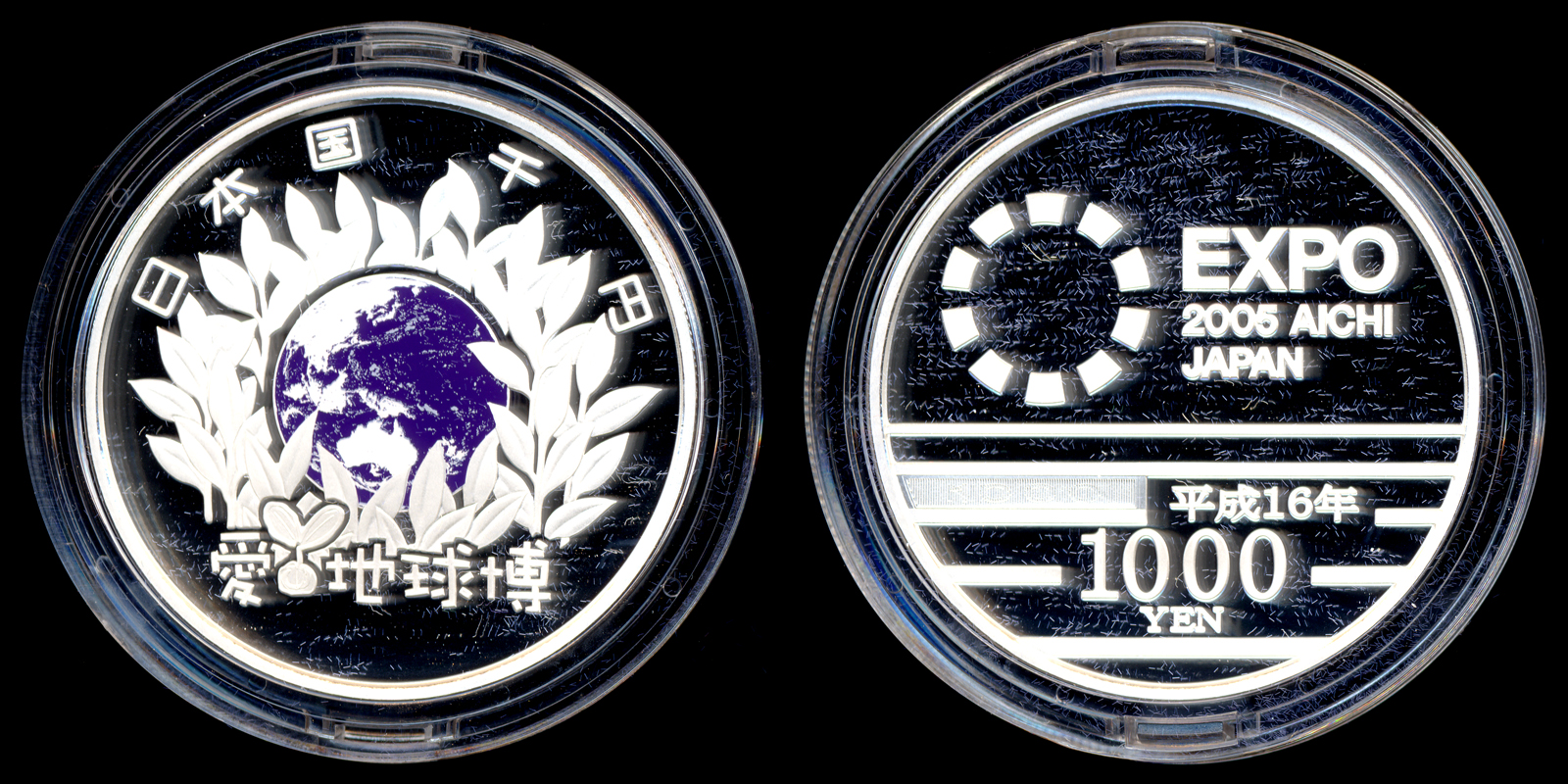
2005年日本国際博覧会記念1000円銀貨幣

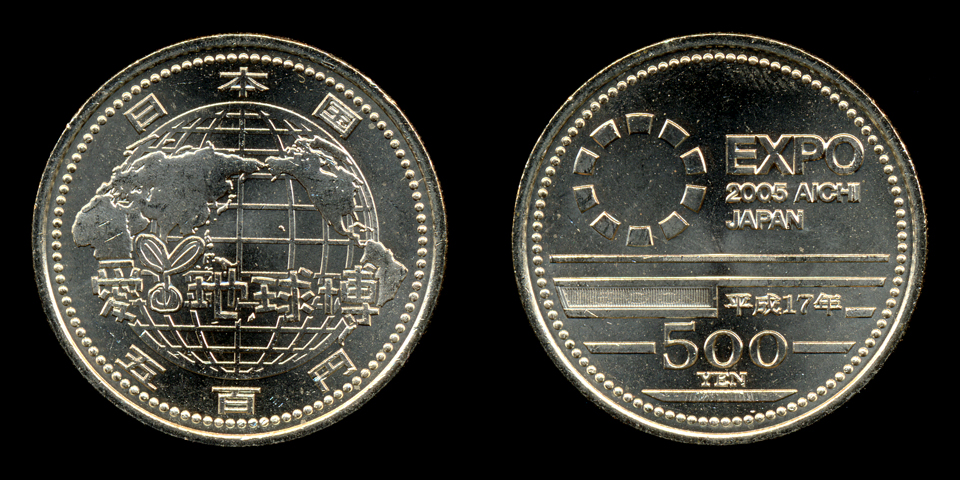
2005年日本国際博覧会記念500円ニッケル黄銅貨幣

- 販売価格は1枚40,000円。

2005年日本国際博覧会記念1000円銀貨幣★
品位 銀1,000、量目31.100グラム、直径40.00ミリ、周囲に斜めギザあり、表面に彩色加工（カラーコイン）
図柄 〈表面〉地球、若木、愛・地球博ロゴタイプ 〈裏面〉愛・地球博シンボルマーク、大地
年銘 平成16年（2004年）

発行枚数 70,000枚
- 販売申込期間は2004年（平成16年）10月14日 - 10月27日。
- 販売価格は1枚6,000円。

2005年日本国際博覧会記念500円ニッケル黄銅貨幣◎
品位 銅720 亜鉛200 ニッケル80、量目7.000グラム、直径26.50ミリ、周囲に斜めギザあり
図柄 〈表面〉地球、世界地図、愛・地球博ロゴタイプ 〈裏面〉愛・地球博シンボルマーク、大地
年銘 平成17年（2005年）

発行枚数 8,241,000枚
- 発行開始日は2005年（平成17年）2月14日。

#### 中部国際空港開港記念貨幣

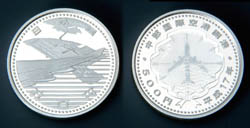
中部国際空港開港記念500円銀貨幣

中部国際空港開港記念500円銀貨幣★
品位 銀1,000、量目15.600グラム、直径28.00ミリ、周囲に斜めギザあり
図柄 〈表面〉中部国際空港、飛行機の主翼 〈裏面〉飛行機、中部地方を中心とした地図、リボン
年銘 平成17年（2005年）

発行枚数 50,000枚
- 販売申込期間は2004年（平成16年）12月9日 - 12月22日。
- 販売価格は1枚4,000円。

#### 国際連合加盟50周年記念貨幣

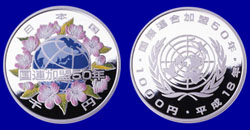
国際連合加盟50周年記念1000円銀貨幣

国際連合加盟50周年記念1000円銀貨幣★
品位 銀1,000、量目31.100グラム、直径40.00ミリ、周囲に斜めギザあり、表面に彩色加工（カラーコイン）
図柄 〈表面〉地球、桜 〈裏面〉国際連合紋章
年銘 平成18年（2006年）

発行枚数 70,000枚
- 販売申込期間は2006年（平成18年）8月30日 - 9月22日。
- 販売価格は1枚6,000円。

#### 南極地域観測50周年記念貨幣

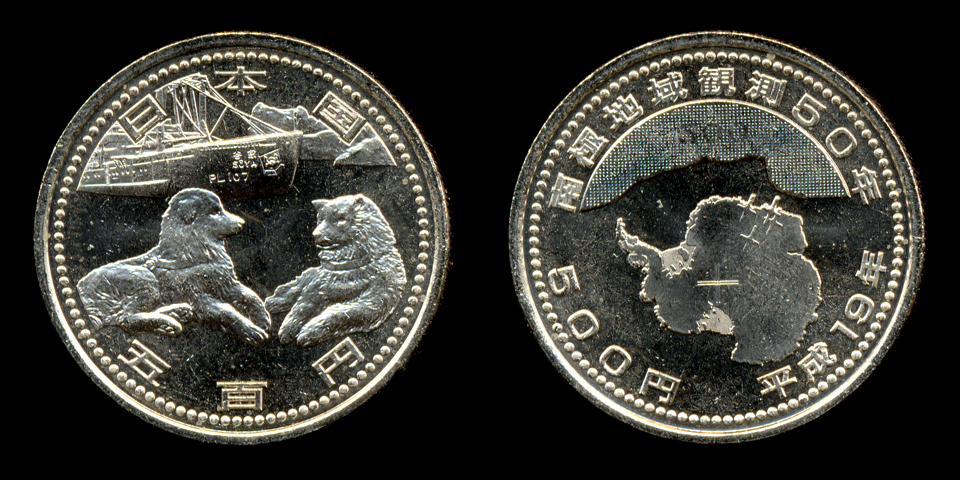
南極地域観測50周年記念500円ニッケル黄銅貨幣

南極地域観測50周年記念500円ニッケル黄銅貨幣◎
品位 銅720 亜鉛200 ニッケル80、量目7.000グラム、直径26.50ミリ、周囲に斜めギザあり
図柄 〈表面〉南極観測船「宗谷」、樺太犬「タロ」・「ジロ」 〈裏面〉南極大陸、オーロラ
年銘 平成19年（2007年）

発行枚数 6,600,000枚
- 発行開始日は2007年（平成19年）1月23日。

#### 2007年ユニバーサル技能五輪国際大会記念貨幣

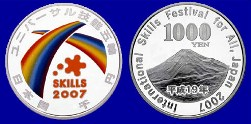
2007年ユニバーサル技能五輪国際大会記念1000円銀貨幣

2007年ユニバーサル技能五輪国際大会記念1000円銀貨幣★
品位 銀1,000、量目31.100グラム、直径40.00ミリ、周囲に斜めギザあり、表面に彩色加工（カラーコイン）
図柄 〈表面〉虹、2007年ユニバーサル技能五輪国際大会シンボルマーク 〈裏面〉富士山
年銘 平成19年（2007年）

発行枚数 80,000枚
- 販売申込期間は2007年（平成19年）8月23日 - 9月18日。
- 販売価格は1枚6,000円。

#### 日本ブラジル交流年及び日本人ブラジル移住100周年記念貨幣

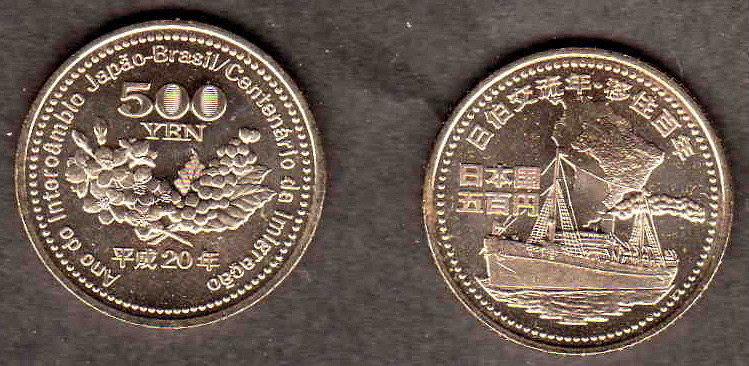
日本ブラジル交流年及び日本人ブラジル移住100周年記念500円ニッケル黄銅貨幣（右が表面）

日本ブラジル交流年及び日本人ブラジル移住100周年記念500円ニッケル黄銅貨幣◎
品位 銅720 亜鉛200 ニッケル80、量目7.000グラム、直径26.50ミリ、周囲に異形斜めギザあり
図柄 〈表面〉笠戸丸、ブラジル〈裏面〉桜、コーヒーの実
年銘 平成20年（2008年）

発行枚数 4,800,000枚
- 発行開始日は2008年（平成20年）6月18日。
- 当初計画では表面の図柄がブラジル・サンパウロ州サントスの「日本移民ブラジル上陸記念碑」で2008年（平成20年）3月頃に発行予定だったが、ブラジルにおける「日本人ブラジル移住100周年」に関連する記念事業の開催日程等の事情を考慮したため6月に変更となった。また、図柄に採用された記念碑を制作した彫刻家との間で著作権関係の問題が発生し折り合いがつかなかったことから、既に鋳造が完了していたにも関わらず、図柄を「笠戸丸とブラジル」に急遽変更して再鋳造することとなった。硬貨鋳造後に図柄を変更して発行される例は日本では初めてで、世界的にもイタリアの1000リレ硬貨の国境線問題で回収して再発行した例があるものの、極めて稀な事例である。この硬貨は日本の貨幣として英語以外の言語（ポルトガル語）で記念銘が表示された初めてのものである。

#### 地方自治法施行60周年記念貨幣
地方自治法施行60周年記念1000円銀貨幣★
品位 銀1,000、量目31.100グラム、直径40.00ミリ、周囲に斜めギザあり、表面に彩色加工（カラーコイン）
図柄 〈表面〉（47種類あり：詳細は記事参照） 〈裏面〉雪月花
年銘 平成20 - 28年（2008 - 2016年）

発行枚数 4,710,000枚
- 2008年（平成20年）から2018年（平成28年）にかけて47回に分けて販売申込期間を設定。詳細は記事参照。
- 販売価格は2014年（平成26年）3月以前販売申込分が1枚6,000円、同年4月以降販売申込分が1枚6,171円。
- 表面の図柄は各都道府県別に47種類のデザインが設定されている。

地方自治法施行60周年記念500円バイカラー・クラッド貨幣
品位 銅750 亜鉛125 ニッケル125、量目7.100グラム、直径26.50ミリ、周囲に異形斜めギザあり
図柄 〈表面〉（47種類あり：詳細は記事参照） 〈裏面〉古銭
年銘 平成20 - 28年（2008 - 2016年）

発行枚数 83,160,000枚
- 2008年（平成20年）から2018年（平成28年）にかけて16回に分けて発行。詳細は記事参照。
- 表面の図柄は各都道府県別に47種類のデザインが設定されている。

#### 天皇陛下御在位20年記念貨幣

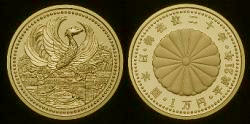
天皇陛下御在位20年記念10000円金貨幣

天皇陛下御在位20年記念10000円金貨幣★
品位 金1,000、量目20.000グラム、直径28.00ミリ、周囲に斜めギザあり
図柄 〈表面〉鳳凰、瑞雲、皇居二重橋 〈裏面〉菊花紋章
年銘 平成21年（2009年）

発行枚数 100,000枚
- 販売申込期間は2009年（平成21年）8月24日 - 9月17日。

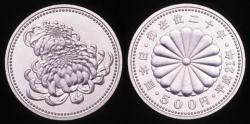
天皇陛下御在位20年記念500円ニッケル黄銅貨幣

- 販売価格は1枚80,000円。

天皇陛下御在位20年記念500円ニッケル黄銅貨幣◎
品位 銅720 亜鉛200 ニッケル80、量目7.000グラム、直径26.50ミリ、周囲に異形斜めギザあり
図柄 〈表面〉菊 〈裏面〉菊花紋章
年銘 平成21年（2009年）

発行枚数 10,000,000枚
- 発行開始日は2009年（平成21年）11月12日。

#### 第67回国際通貨基金・世界銀行グループ年次総会記念貨幣
第67回国際通貨基金・世界銀行グループ年次総会記念1000円銀貨幣★
品位 銀925 銅75、量目31.100グラム、直径40.00ミリ、周囲に斜めギザあり、表面に彩色加工（カラーコイン）
図柄 〈表面〉富士山、江戸の庶民 〈裏面〉世界地図
年銘 平成24年（2012年）

発行枚数 50,000枚
- 販売申込期間は2012年（平成24年）9月29日 - 10月19日。
- 販売価格は1枚8,000円。

#### 新幹線鉄道開業50周年記念貨幣
新幹線鉄道開業50周年記念1000円銀貨幣★
品位 銀1,000、量目31.100グラム、直径40.00ミリ、周囲に斜めギザあり、表面に彩色加工（カラーコイン）、裏面に虹色発色加工
図柄 〈表面〉新幹線0系電車、富士山、桜 〈裏面〉新幹線0系電車
年銘 平成26年（2014年）

発行枚数 50,000枚
- 販売申込期間は2014年（平成26年）10月11日 - 10月31日。

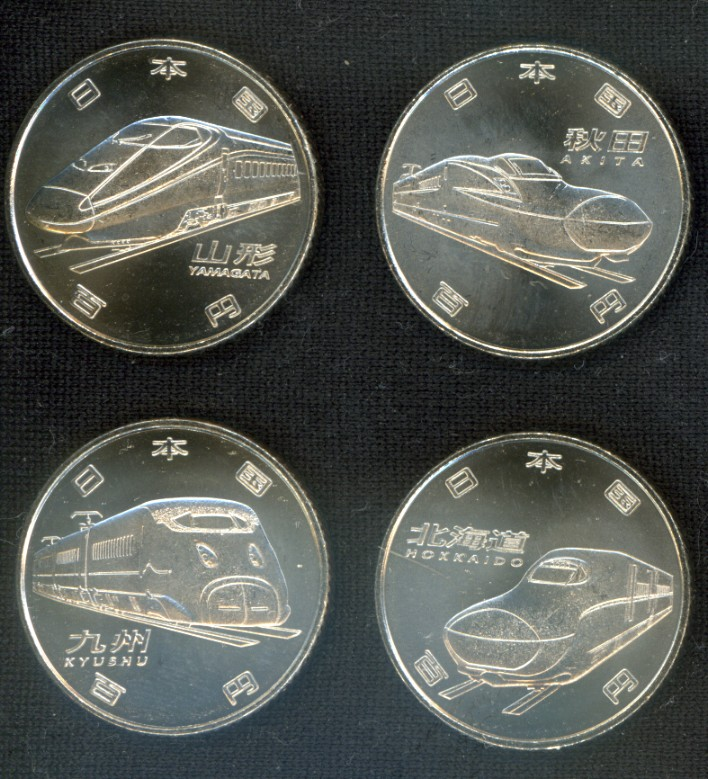
新幹線鉄道開業50周年記念100円クラッド貨幣
［山形］表面（左上）
［秋田］表面（右上）
［九州］表面（左下）
［北海道］表面（右下）

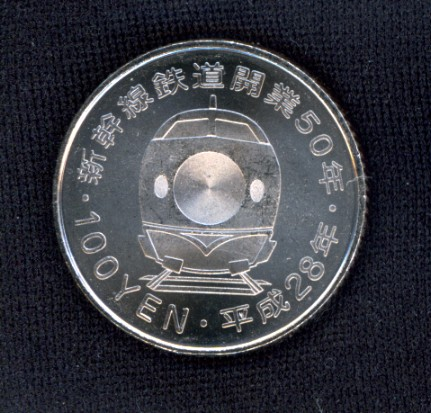
新幹線鉄道開業50周年記念100円クラッド貨幣（共通裏面）

- 販売価格は1枚8,300円。

新幹線鉄道開業50周年記念100円クラッド貨幣
品位 銅875 ニッケル125、量目4.800グラム、直径22.60ミリ、周囲に斜めギザあり
図柄 〈表面〉（9種類あり：詳細は記事参照） 〈裏面〉新幹線0系電車
年銘 平成27 - 28年（2015 - 2016年）

発行枚数 23,536,000枚
- 2015年（平成27年）から2016年（平成28年）にかけて2回に分けて発行。詳細は記事参照。
- 表面の図柄は新幹線の路線別に9種類のデザインが設定されている。

#### 東日本大震災復興事業記念貨幣
東日本大震災復興事業記念10000円金貨幣★

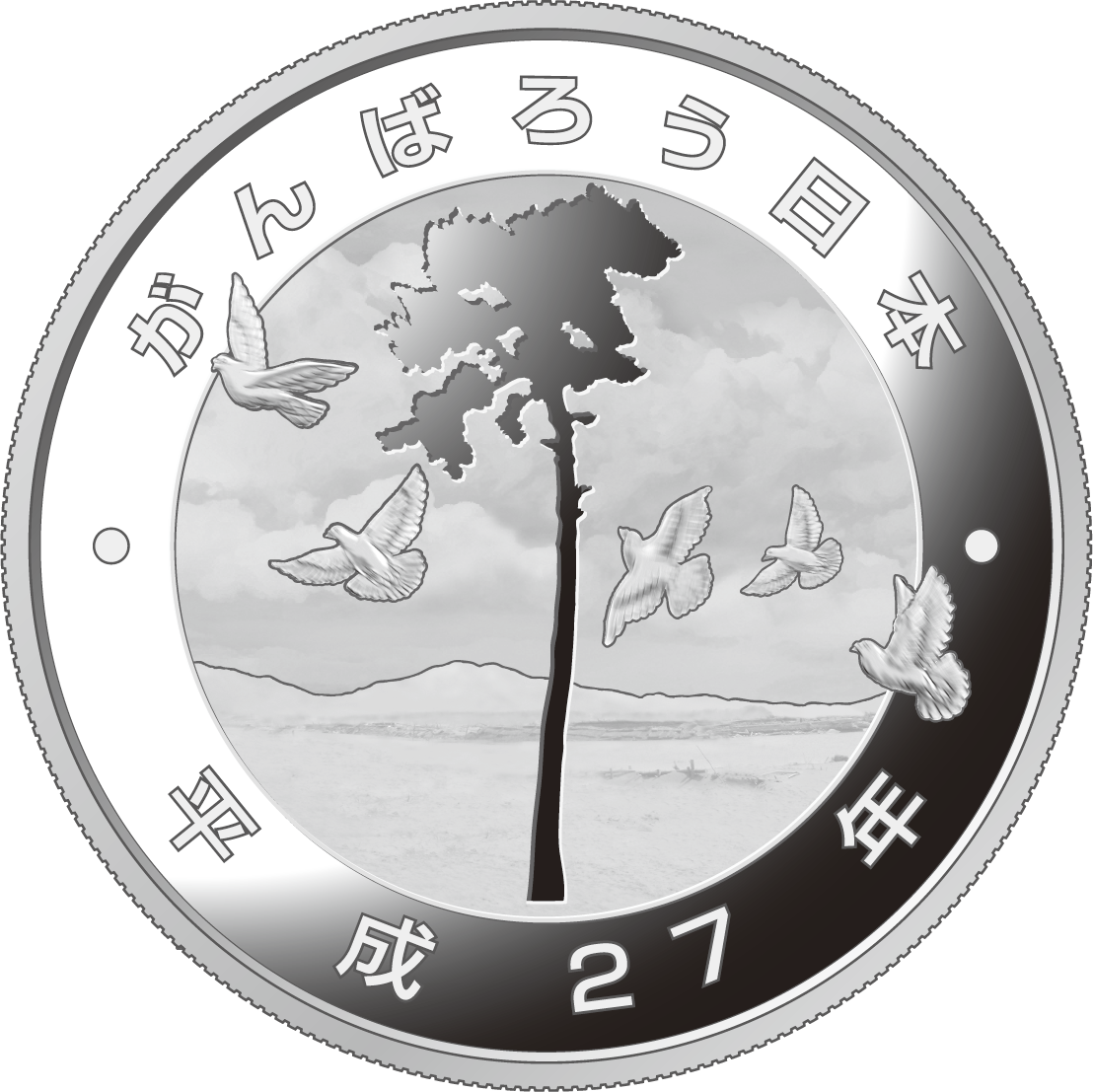
東日本大震災復興事業記念1000円銀貨幣 共通裏面

品位 金1,000、量目15.600グラム、直径26.00ミリ、周囲に斜めギザあり
図柄 （下記の4種類あり）
〈表面〉復興特別区域の地図、鳩  〈裏面〉奇跡の一本松、鳩［第1次］
〈表面〉学校、鯉幟 〈裏面〉奇跡の一本松、鳩［第2次］
〈表面〉復興特別区域の地図、折鶴、奇跡の一本松 〈裏面〉奇跡の一本松、鳩［第3次］
〈表面〉豊かな自然、鳥 〈裏面〉奇跡の一本松、鳩［第4次］
年銘 平成27年（2015年）

発行枚数
14,000枚［第1次］
11,000枚［第2次］
10,000枚［第3次］
10,000枚［第4次］
- 販売申込期間は下記の通り。
  - 2015年（平成27年）5月9日 - 5月29日［第1次］
  - 2015年（平成27年）8月7日 - 8月27日［第2次］
  - 2015年（平成27年）11月7日 - 11月30日［第3次］
  - 2016年（平成28年）1月19日 - 2月17日［第4次］

- 販売価格は1枚95,000円。また、個人向け復興応援国債（第801回債 - 第804回債）の購入者に対し、保有残高1,000万円毎に東日本大震災復興事業記念10000円金貨幣1枚、保有残高100万円毎に東日本大震災復興事業記念1000円銀貨幣1枚を贈呈。

東日本大震災復興事業記念1000円銀貨幣★
品位 銀1,000、量目31.100グラム、直径40.00ミリ、周囲に斜めギザあり、表面に彩色加工（カラーコイン）
図柄 （下記の4種類あり）
〈表面〉大漁船、稲穂 〈裏面〉奇跡の一本松、鳩［第1次］
〈表面〉復興特別区域、日の出、折鶴 〈裏面〉奇跡の一本松、鳩［第2次］
〈表面〉日本を応援する少年 〈裏面〉奇跡の一本松、鳩［第3次］
〈表面〉握手する日本列島、桜 〈裏面〉奇跡の一本松、鳩［第4次］
年銘 平成27年（2015年）

発行枚数
60,000枚［第1次］
40,000枚［第2次］
40,000枚［第3次］
40,000枚［第4次］
- 販売申込期間は下記の通り。
  - 2015年（平成27年）5月9日 - 5月29日［第1次］
  - 2015年（平成27年）8月7日 - 8月27日［第2次］
  - 2015年（平成27年）11月7日 - 11月30日［第3次］
  - 2016年（平成28年）1月19日 - 2月17日［第4次］

- 販売価格は1枚9,500円。また、個人向け復興応援国債（第801回債 - 第804回債）の購入者に対し、保有残高1,000万円毎に東日本大震災復興事業記念10000円金貨幣1枚、保有残高100万円毎に東日本大震災復興事業記念1000円銀貨幣1枚を贈呈。

#### 2020年東京オリンピック・パラリンピック競技大会記念貨幣
2020年東京オリンピック・パラリンピック競技大会記念1000円銀貨幣★
品位 銀1,000、量目31.100グラム、直径40.00ミリ、周囲に斜めギザあり、裏面（「開催引継記念」のみ両面）に彩色加工（カラーコイン）
図柄 （下記の14種類あり）
〈表面〉オリンピック旗、桜、イペー・アマレーロ 〈裏面〉2020年東京五輪エンブレム［オリンピック・開催引継記念］
〈表面〉パラリンピック旗、桜、イペー・アマレーロ 〈裏面〉2020年東京パラリンピックエンブレム［パラリンピック・開催引継記念］
〈表面〉（9種類あり：詳細は記事参照） 〈裏面〉2020年東京五輪エンブレム、ソメイヨシノ、イチョウ［オリンピック・第1 - 4次］
〈表面〉（3種類あり：詳細は記事参照） 〈裏面〉2020年東京パラリンピックエンブレム、ソメイヨシノ、イチョウ［パラリンピック・第1 - 3次］
年銘 平成28・30 - 31年/令和元 - 2年（2016・2018 - 2020年）

発行枚数 1,312,000枚
- 2016年（平成28年）から2020年（令和2年）にかけて6回に分けて販売申込期間を設定。詳細は記事参照。
- 販売価格は2019年（令和元年）9月以前販売申込分が1枚9,500円、同年10月以降販売申込分が1枚9,676円。

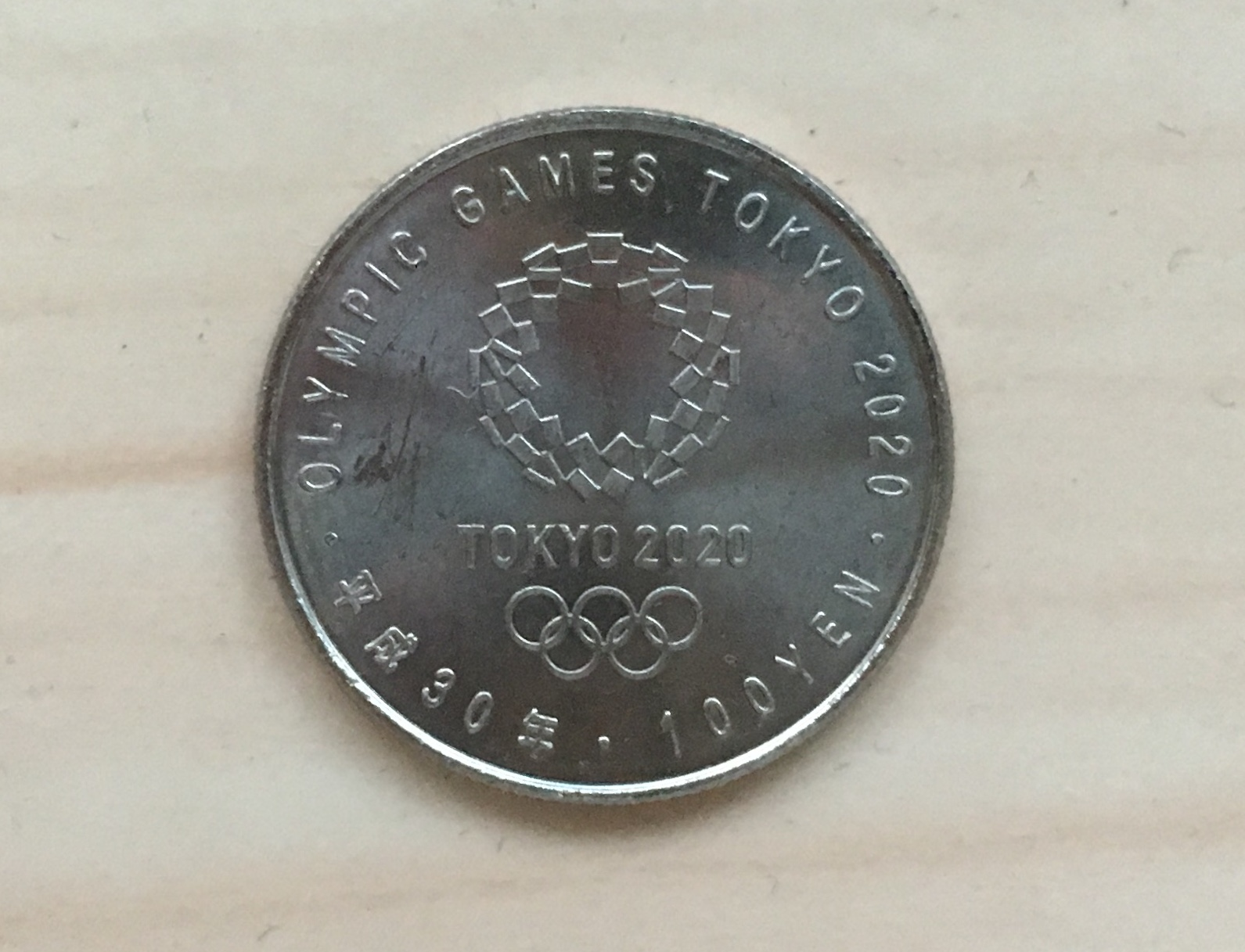
2020年東京オリンピック競技大会記念100円クラッド貨幣（共通裏面）

- 表面の図柄は大会の実施競技別に12種類（オリンピック：9種類、パラリンピック3種類）のデザインが設定されている。

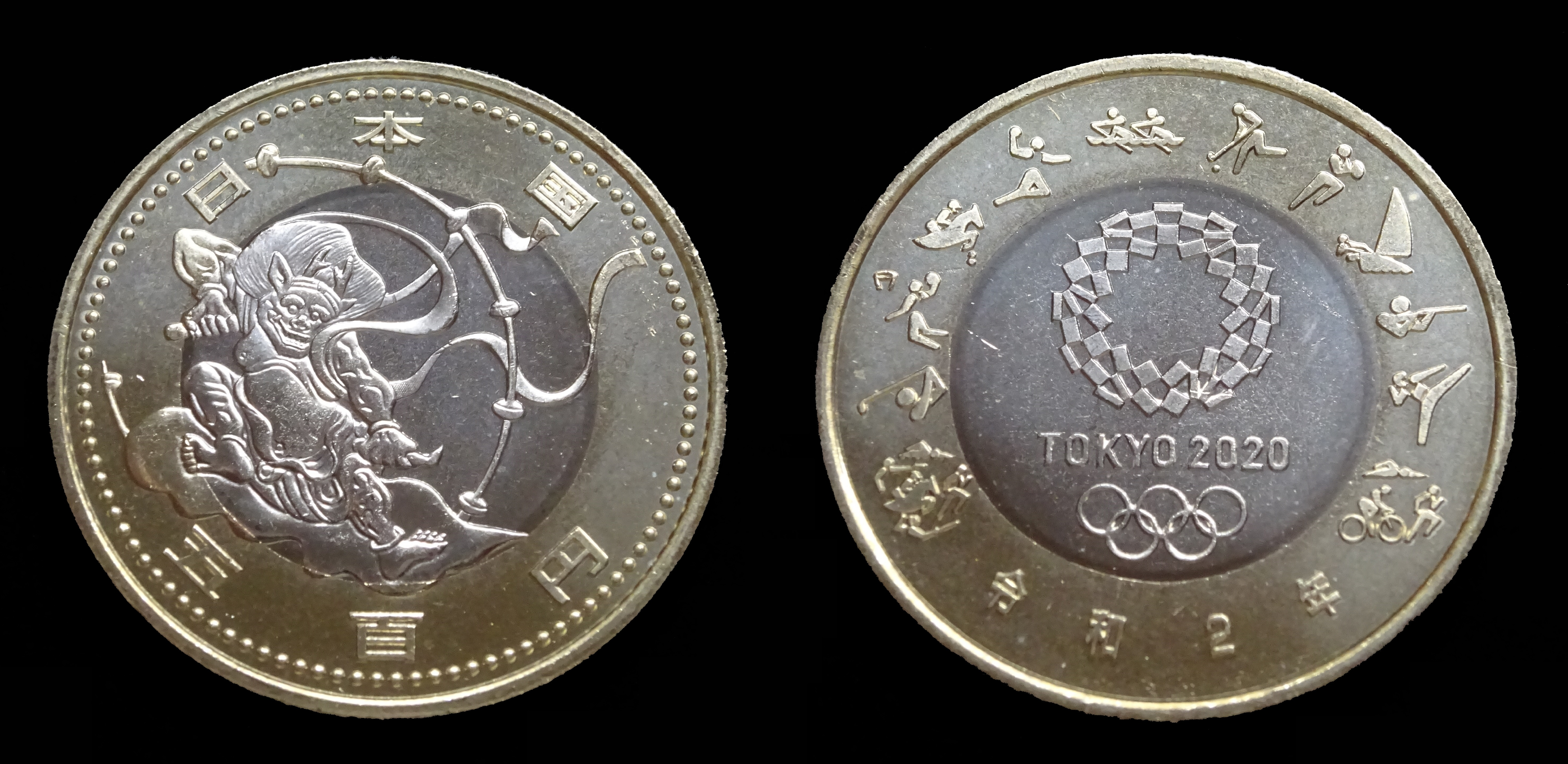
2020年東京オリンピック競技大会記念500円バイカラー・クラッド貨幣

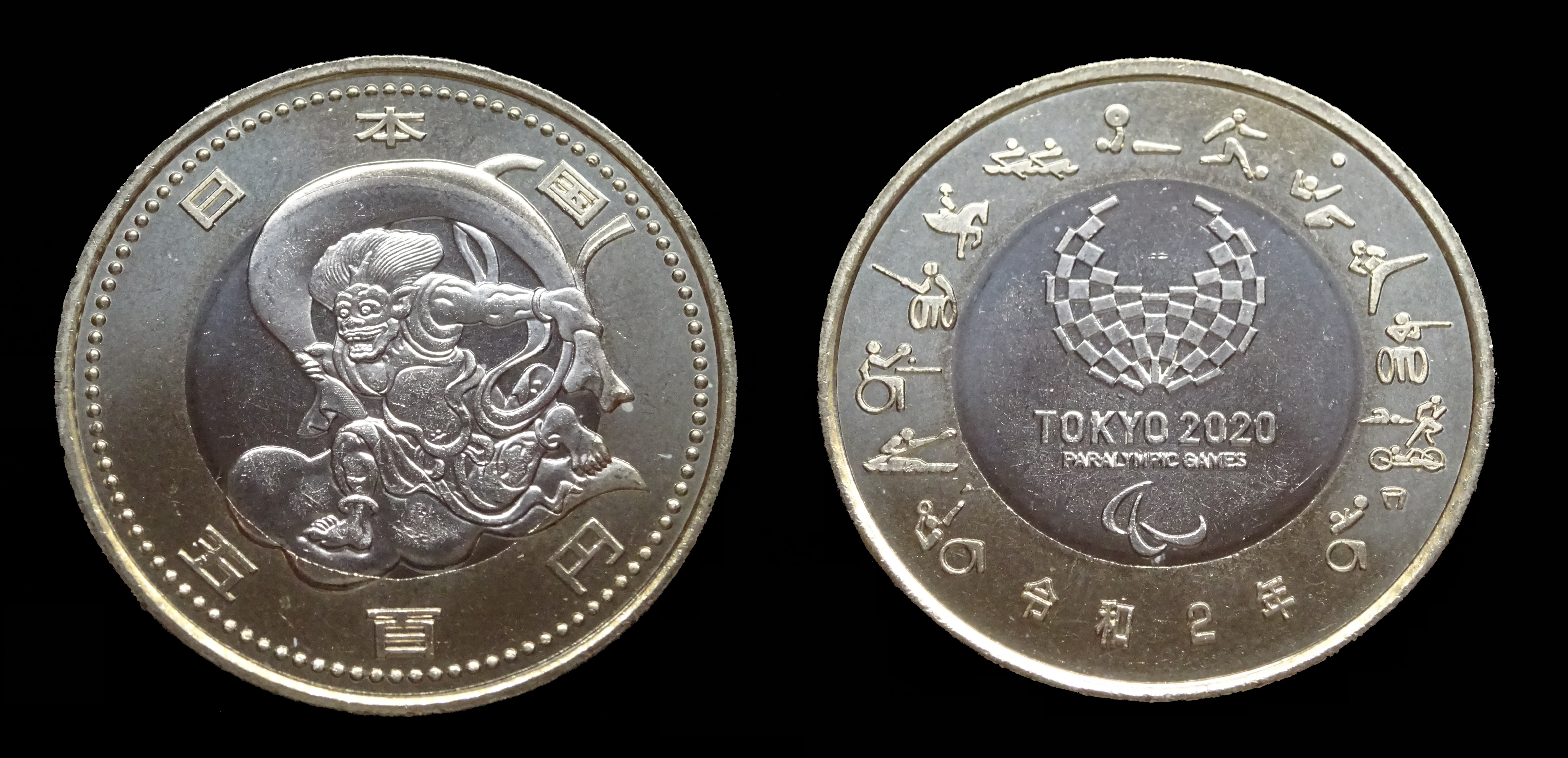
2020年東京パラリンピック競技大会記念500円バイカラー・クラッド貨幣

2020年東京オリンピック・パラリンピック競技大会記念10000円金貨幣★
品位 金1,000、量目20.000グラム、直径28.00ミリ、周囲に斜めギザあり
図柄 （下記の3種類あり）
〈表面〉流鏑馬 、「心技体」〈裏面〉2020年東京五輪エンブレム［オリンピック・第1次］
〈表面〉「勝利（野見宿禰像）と栄光（ギリシャの女神像）」、「心技体」 〈裏面〉2020年東京五輪エンブレム［オリンピック・第3次］
〈表面〉聖火ランナー、国立競技場、「心技体」、富士山 〈裏面〉2020年東京パラリンピックエンブレム［パラリンピック・第4次］
年銘 平成30年、令和元 - 2年（2018 - 2020年）

発行枚数 12万3000枚
- 2018年（平成30年）から2020年（令和2年）にかけて4回に分けて販売申込期間を設定。詳細は記事参照。
- 販売価格は2019年（令和元年）9月以前販売申込分が1枚120,000円、同年10月以降販売申込分が1枚122,223円。

2020年東京オリンピック・パラリンピック競技大会記念100円クラッド貨幣
品位 銅875 ニッケル125、量目4.800グラム、直径22.60ミリ、周囲に斜めギザあり
図柄 （下記の20種類あり）
〈表面〉（13種類あり：詳細は記事参照） 〈裏面〉2020年東京五輪エンブレム［オリンピック・第1 - 4次］
〈表面〉（7種類あり：詳細は記事参照） 〈裏面〉2020年東京パラリンピックエンブレム［パラリンピック・第1 - 4次］
年銘 平成30 - 31年/令和元 - 2年（2018 - 2020年）

発行枚数 8,002,000枚
- 2018年（平成30年）から2020年（令和2年）にかけて4回に分けて発行。詳細は記事参照。
- 表面の図柄は大会の実施競技別に20種類（オリンピック：13種類、パラリンピック7種類）のデザインが設定されている。

2020年東京オリンピック・パラリンピック競技大会記念500円バイカラー・クラッド貨幣
品位 銅750 亜鉛125 ニッケル125、量目7.100グラム、直径26.50ミリ、周囲に斜めギザあり
図柄 （下記の2種類あり）
〈表面〉雷神 〈裏面〉2020年東京五輪エンブレム、開催競技のスポーツピクトグラム［オリンピック・第4次］
〈表面〉風神 〈裏面〉2020年東京パラリンピックエンブレム、開催競技のスポーツピクトグラム［パラリンピック・第4次］
年銘 令和2年（2020年）

発行枚数 78,980,000枚
- 発行開始日は2020年（令和2年）11月4日。
- 2019年（令和元年）（6月18日 - 7月1日）に「風神雷神図屏風」、「富士山」、「国立競技場」の3案の候補の中から表面の図柄の投票を行い、最多投票数を獲得した「風神雷神図屏風」の図柄が採用された。投票による貨幣の図柄の決定は日本では初の試みである。

#### 第8回アジア冬季競技大会記念貨幣
第8回アジア冬季競技大会記念1000円銀貨幣★
品位 銀1,000、量目31.100グラム、直径40.00ミリ、周囲に斜めギザあり、裏面に彩色加工（カラーコイン）
図柄 〈表面〉スキージャンプおよびフィギュアスケートの選手 〈裏面〉札幌冬季アジア大会エンブレム、開催競技のピクトグラム
年銘 平成29年（2017年）

発行枚数 50,000枚
- 販売申込期間は2016年（平成28年）11月12日 - 12月9日。
- 販売価格は1枚9,000円。

#### 小笠原諸島復帰50周年記念貨幣
小笠原諸島復帰50周年記念1000円銀貨幣★
品位 銀1,000、量目31.100グラム、直径40.00ミリ、周囲に斜めギザあり、表面に彩色加工（カラーコイン）
図柄 〈表面〉南島扇池、ハハジマメグロ、ムニンヒメツバキ 〈裏面〉ザトウクジラ、ミナミハンドウイルカ、アオウミガメ
年銘 平成30年（2018年）

発行枚数 50,000枚
- 販売申込期間は2018年（平成30年）3月16日 - 4月5日。
- 販売価格は1枚9,000円。

#### 明治150年記念貨幣
明治150年記念1000円銀貨幣★
品位 銀1,000、量目31.100グラム、直径40.00ミリ、周囲に斜めギザあり、表面に彩色加工（カラーコイン）
図柄 〈表面〉明治初期の鉄道駅の様子、「明治150年」関連施策推進ロゴマーク 〈裏面〉明治初期の20円金貨幣の表面模様
年銘 平成30年（2018年）

発行枚数 51,000枚
- 販売申込期間は2018年（平成30年）8月3日 - 8月23日。
- 販売価格は1枚9,000円。

#### 天皇陛下御在位30年記念貨幣
天皇陛下御在位30年記念10000円金貨幣★
品位 金1,000、量目20.000g、直径28.00mm、周囲に斜めギザあり
図柄 〈表面〉鳳凰、桐、白樺 〈裏面〉菊花紋章
年銘 平成31年（2019年）

発行枚数 50,000枚
- 販売申込期間は2018年（平成30年）11月1日 - 11月21日。
- 販売価格は1枚138,000円。

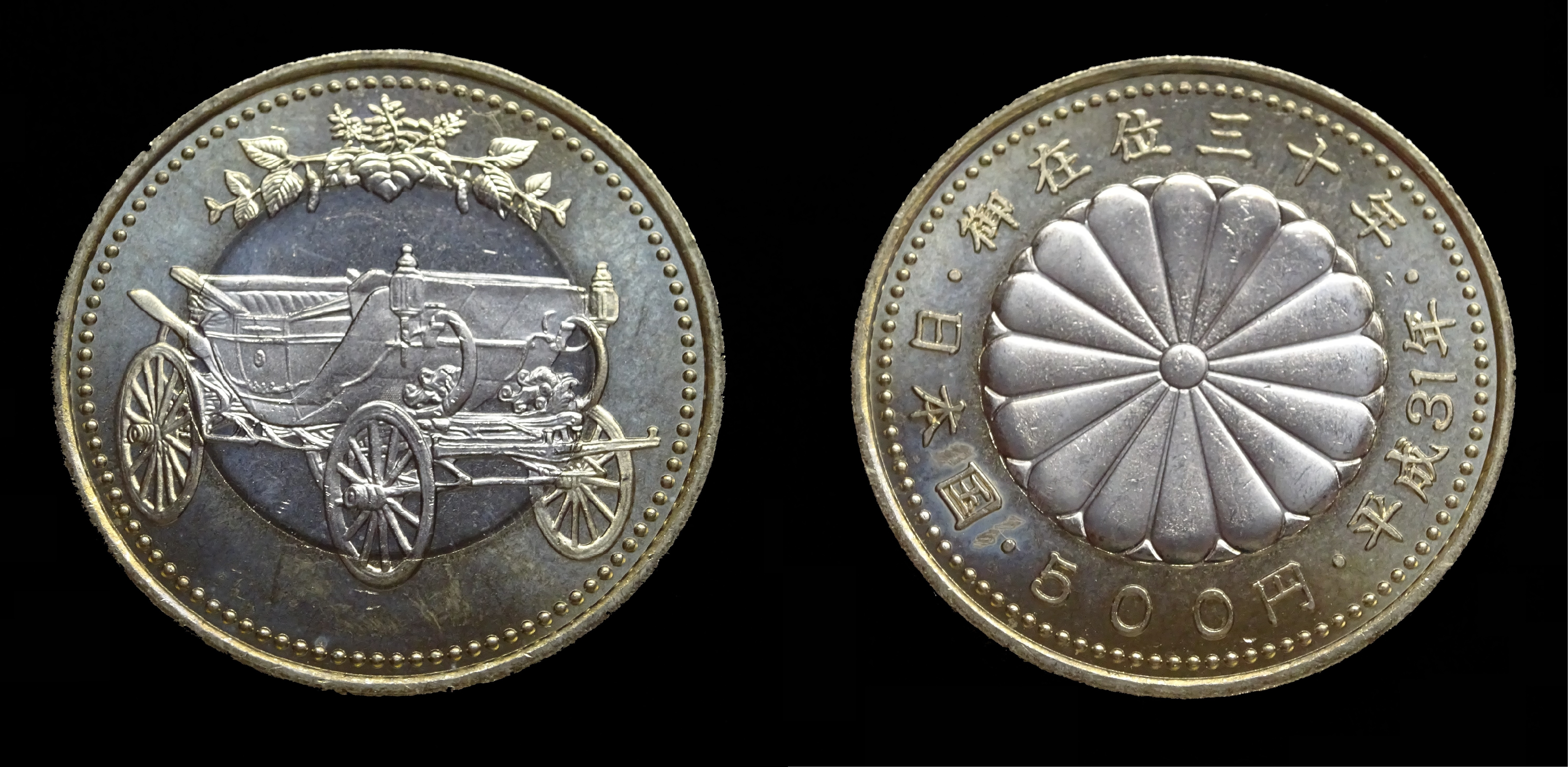
天皇陛下御在位30年記念500円バイカラー・クラッド貨幣
品位 銅750 亜鉛125 ニッケル125、量目7.100g、直径26.50mm、周囲に異形斜めギザあり
図柄 〈表面〉儀装馬車、桐、白樺 〈裏面〉菊花紋章
年銘 平成31年（2019年）

発行枚数 5,000,000枚
- 発行開始日は2019年（平成31年）2月21日。

#### ラグビーワールドカップ2019日本大会記念貨幣
ラグビーワールドカップ2019日本大会記念10000円金貨幣★
品位 金1,000、量目15.600グラム、直径26.00ミリ、周囲に斜めギザあり、裏面に虹色発色加工
図柄 〈表面〉ウェブ・エリス・カップ、ラグビーボール 〈裏面〉ラグビーW杯2019トーナメントマーク、桜
年銘 平成31年（2019年）

発行枚数 10,000枚
- 販売申込期間は2019年（平成31年）3月15日 - 4月4日。

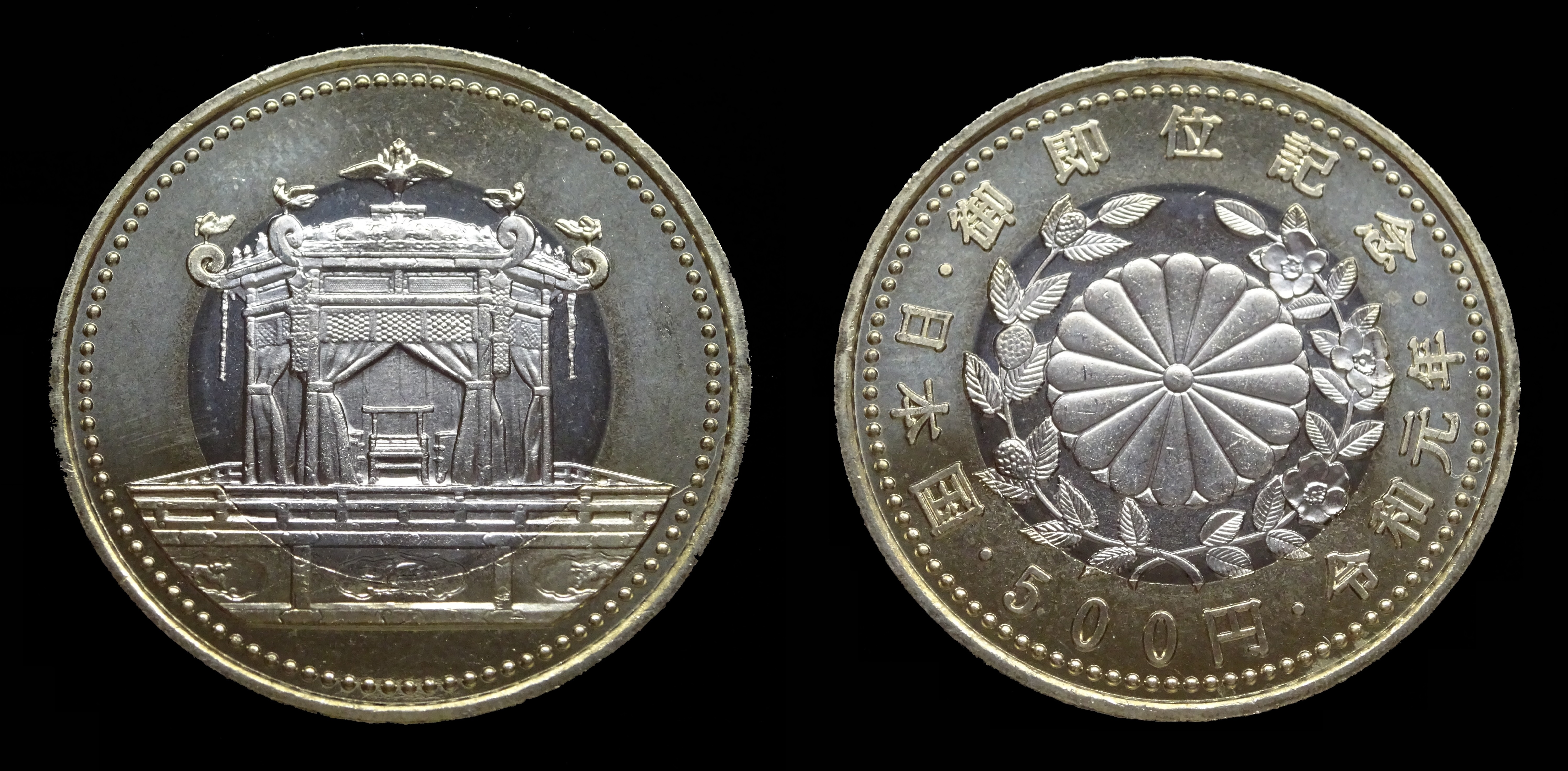
天皇陛下御即位記念500円バイカラー・クラッド貨幣

- 販売価格は1枚120,000円。

ラグビーワールドカップ2019日本大会記念1000円銀貨幣★
品位 銀1,000、量目31.100グラム、直径40.00ミリ、周囲に斜めギザあり、裏面に彩色加工（カラーコイン）、両面に虹色発色加工
図柄 〈表面〉タックルするラグビー選手、ゴールポスト 〈裏面〉ラグビーW杯2019トーナメントマーク、ラグビーボール、開催都市名
年銘 平成31年（2019年）

発行枚数 50,000枚
- 販売申込期間は2019年（平成31年）3月15日 - 4月4日。
- 販売価格は1枚9,500円。

#### 天皇陛下御即位記念貨幣
天皇陛下御即位記念10000円金貨幣★
品位 金1,000、量目20.000グラム、直径28.00ミリ、周囲に斜めギザあり
図柄 〈表面〉鳳凰、瑞雲 〈裏面〉菊花紋章、梓、ハマナス
年銘 令和元年（2019年）

発行枚数 50,000枚
- 販売申込期間は2019年（令和元年）7月11日 - 7月31日。
- 販売価格は1枚140,555円。

天皇陛下御即位記念500円バイカラー・クラッド貨幣
品位 銅750 亜鉛125 ニッケル125、量目7.100グラム、直径26.50ミリ、周囲に異形斜めギザあり
図柄 〈表面〉高御座 〈裏面〉菊花紋章、梓、ハマナス
年銘 令和元年（2019年）

発行枚数 5,000,000枚
- 発行開始日は2019年（令和元年）10月18日。

#### 郵便制度150周年記念貨幣
郵便制度150周年記念10000円金貨幣★
品位 金1,000、量目15.600グラム、直径26.00ミリ、周囲に斜めギザあり
図柄 〈表面〉書状集箱、郵便物搭載作業風景 〈裏面〉旧・東京中央郵便局入口
年銘 令和3年（2021年）

発行枚数 20,000枚
- 販売申込期間は2021年（令和3年）4月21日 - 5月11日。
- 販売価格は1枚145,000円。

郵便制度150周年記念1000円銀貨幣★
品位 銀1,000、量目31.100グラム、直径40.00ミリ、周囲に斜めギザあり、表面に彩色加工（カラーコイン）
図柄 〈表面〉郵便差出箱1号丸型、郵便物搭載作業風景 〈裏面〉旧・東京中央郵便局入口
年銘 令和3年（2021年）

発行枚数 50,000枚
- 販売申込期間は2021年（令和3年）4月21日 - 5月11日。
- 販売価格は1枚11,700円。

#### 近代通貨制度150周年記念貨幣
近代通貨制度150周年記念10000円金貨幣★
品位 金1,000、量目15.600グラム、直径26.00ミリ、周囲に斜めギザあり
図柄 〈表面〉「圓」、菊枝と桐枝 〈裏面〉現行通常貨幣6種の図柄
年銘 令和3年（2021年）

発行枚数 20,000枚
- 販売申込期間は2021年（令和3年）6月16日 - 7月6日。
- 販売価格は1枚145,000円。

近代通貨制度150周年記念5000円金貨幣★
品位 金1,000、量目7.800グラム、直径20.00ミリ、周囲に斜めギザあり
図柄 〈表面〉「圓」、菊枝と桐枝 〈裏面〉現行通常貨幣6種の図柄
年銘 令和3年（2021年）

発行枚数 20,000枚
- 販売申込期間は2021年（令和3年）9月2日 - 9月22日。
- 販売価格は1枚76,000円。

近代通貨制度150周年記念1000円銀貨幣★
品位 銀1,000、量目31.100グラム、直径40.00ミリ、周囲に斜めギザあり
図柄 〈表面〉「圓」、菊枝と桐枝 〈裏面〉現行通常貨幣6種の図柄
年銘 令和3年（2021年）

発行枚数 50,000枚
- 販売申込期間は2021年（令和3年）9月2日 - 9月22日。
- 販売価格は1枚11,700円。

#### 沖縄復帰50周年記念貨幣
沖縄復帰50周年記念10000円金貨幣★
品位 金1,000、量目15.600グラム、直径26.00ミリ、周囲に斜めギザあり
図柄 〈表面〉首里城正殿、琉球舞踊「四つ竹」〈裏面〉紅型
年銘 令和4年（2022年）

発行枚数 20,000枚
- 販売申込期間は2022年（令和4年）5月15日 - 6月6日。
- 販売価格は1枚153,500円。

沖縄復帰50周年記念1000円銀貨幣★
品位 銀1,000、量目31.100グラム、直径40.00ミリ、周囲に斜めギザあり、両面に彩色加工（カラーコイン）
図柄 〈表面〉首里城正殿、ノグチゲラ、デイゴ〈裏面〉紅型
年銘 令和4年（2022年）

発行枚数 50,000枚
- 販売申込期間は2022年（令和4年）5月15日 - 6月6日。
- 販売価格は1枚11,700円。

#### 鉄道開業150周年記念貨幣
鉄道開業150周年記念1000円銀貨幣★
品位 銀1,000、量目31.100グラム、直径40.00ミリ、周囲に斜めギザあり、表面に彩色加工（カラーコイン）
図柄 〈表面〉「高縄鉄道之図」〈裏面〉旧新橋停車場
年銘 令和4年（2022年）

発行枚数 70,000枚
- 販売申込期間は2022年（令和4年）10月5日 - 10月25日。
- 販売価格は1枚12,300円

#### 2025年日本国際博覧会記念貨幣

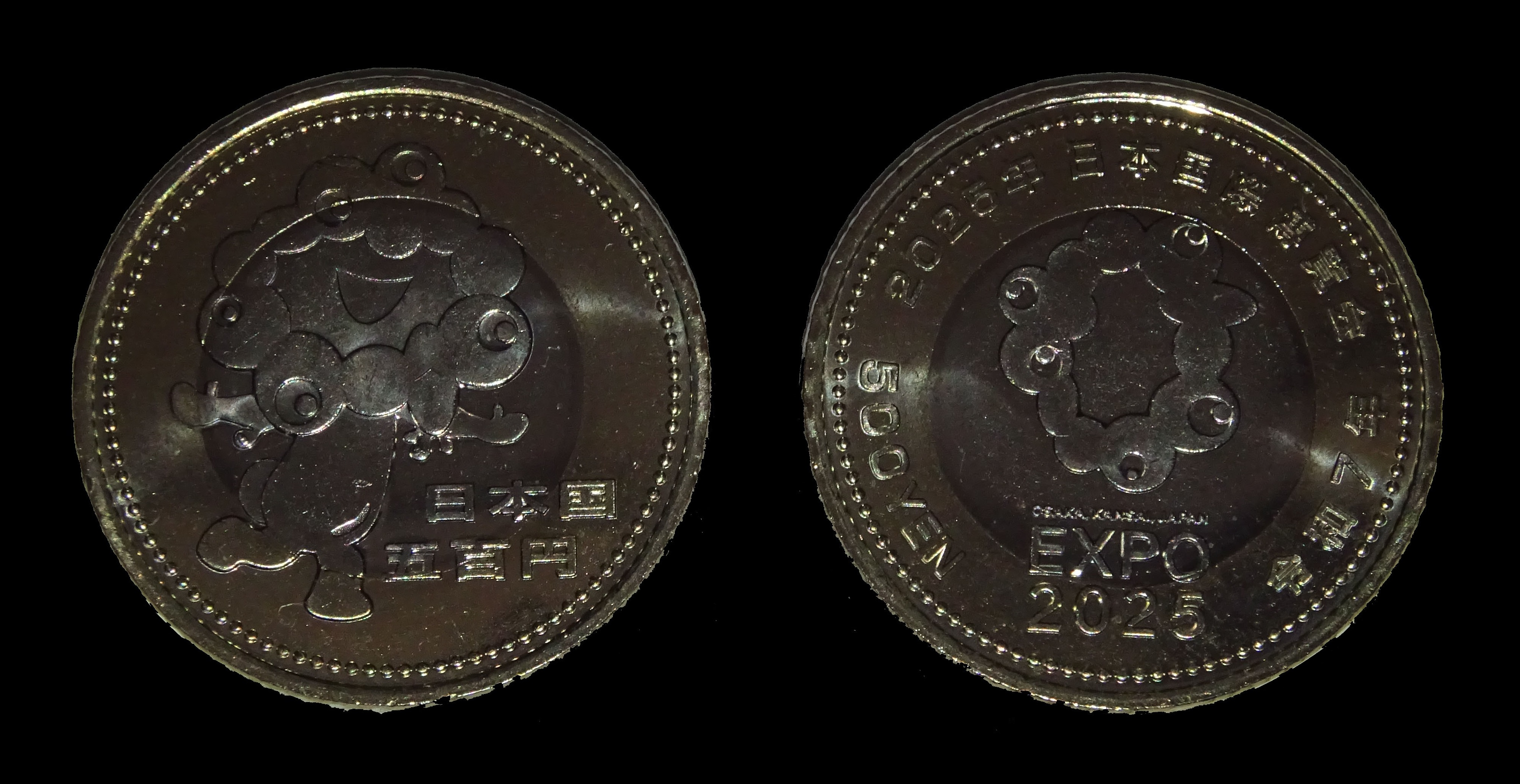
2025年日本国際博覧会記念500円バイカラー・クラッド貨幣

2025年日本国際博覧会記念1000円銀貨幣★
品位 銀1,000、量目31.100グラム、直径40.00ミリ、周囲に斜めギザあり、表面に彩色加工（カラーコイン）
〈表面〉2025年日本国際博覧会ロゴマーク、夢洲万博会場〈裏面〉2025年日本国際博覧会ロゴマーク［第1次］
〈表面〉ミャクミャク、ハート、双葉〈裏面〉2025年日本国際博覧会ロゴマーク［第2次］
〈表面〉ミャクミャク、虹、万博会場からあふれ出す光〈裏面〉2025年日本国際博覧会ロゴマーク［第3次］
年銘 令和5 - 7年 （2023 - 2025年）

発行枚数
51,000枚［第1次］
51,000枚［第2次］
51,000枚［第3次］
- 販売申込期間は下記の通り。
  - 2023年（令和5年）8月8日 - 8月28日［第1次］
  - 2024年（令和6年）4月12日 - 5月2日［第2次］
  - 2025年（令和7年）3月6日 - 3月26日［第3次］

- 販売価格は下記の通り
  - 1枚13,800円［第1次・第2次］
  - 1枚15,200円［第3次］

2025年日本国際博覧会記念10000円金貨幣★
品位 金1,000、量目15.600グラム、直径26.00ミリ、周囲に斜めギザあり
図柄 〈表面〉ミャクミャク、日本政府館〈裏面〉2025年日本国際博覧会ロゴマーク
年銘 令和7年（2025年）

発行枚数 31,000枚
- 販売申込期間は2025年（令和7年）3月6日 - 3月26日
- 販売価格は1枚268,000円。

2025年日本国際博覧会記念500円バイカラー・クラッド貨幣
品位 銅750 亜鉛125 ニッケル125、量目7.100グラム、直径26.50ミリ、周囲に異形斜めギザあり
図柄 〈表面〉ミャクミャク 〈裏面〉2025年日本国際博覧会ロゴマーク
年銘 令和7年（2025年）

発行枚数 2,329,000枚
- 発行開始日は2025年（令和7年）4月8日。

#### 国立公園制度100周年記念貨幣

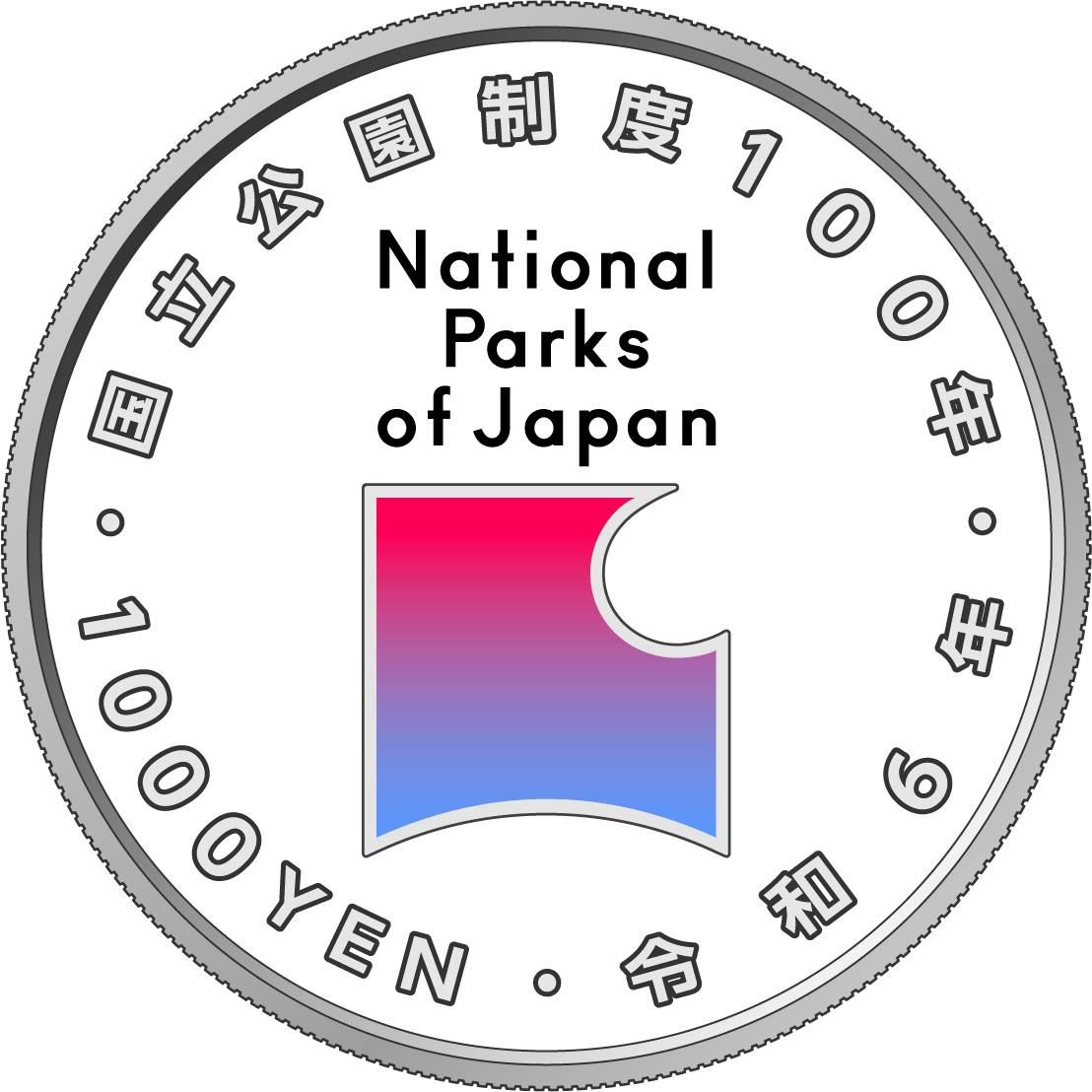
2025年日本国際博覧会記念1000円銀貨幣 共通裏面

国立公園制度100周年記念1000円銀貨幣★
品位 銀1,000、量目31.100グラム、直径40.00ミリ、周囲に斜めギザあり、表面に彩色加工（カラーコイン）
図柄 〈裏面〉国立公園統一マーク（共通） 〈表面〉（34種類発行予定（図柄公表済分は下記の通り））
〈表面〉川平湾、イリオモテヤマネコ ［第1次・西表石垣国立公園］
〈表面〉サンゴ礁、アオウミガメ ［第1次・慶良間諸島国立公園］
〈表面〉比地大滝、ヤンバルクイナ ［第1次・やんばる国立公園］
〈表面〉紫雲出山から望む多島海景観、鳴門の渦潮、カブトガニ ［第2次・瀬戸内海国立公園］
〈表面〉雲仙地獄、霧氷、天之逆鉾 ［第2次・雲仙天草国立公園］
〈表面〉佐多岬、ノカイドウ、オオヤマレンゲ ［第2次・霧島錦江湾国立公園］
〈表面〉阿寒湖、雄阿寒岳、マリモ ［第3次・阿寒摩周国立公園］
〈表面〉北鎮岳、ナキウサギ、ホソバウルップソウ ［第3次・大雪山国立公園］
〈表面〉槍ヶ岳、ライチョウ ［第3次・中部山岳国立公園］
〈表面〉茶臼岳、神橋 ［第4次・日光国立公園］
〈表面〉阿蘇五岳、久住高原、ヒゴタイ ［第4次・阿蘇くじゅう国立公園］
年銘 令和4 - 13年（2024 - 2031年）

発行枚数 各40,000枚 
- 販売申込期間は下記の通り。
  - 2024年（令和6年）5月14日 - 6月3日［第1次］
  - 2024年（令和6年）8月21日 - 9月10日［第2次］
  - 2025年（令和7年）7月11日 - 7月31日［第3次］
  - 2025年（令和7年）11月12日 - ［第4次］

- 販売価格は下記の通り
  - 1枚13,800円［第1次・第2次］
  - 1枚15,200円［第3次・第4次］

- 販売価格は1枚13,800円。
- 表面の図柄は各国立公園別に34種類のデザインが設定されている（順次発売予定）。